# 薬師寺
薬師寺（やくしじ）は、奈良県奈良市西ノ京町にある法相宗の大本山の仏教寺院。山号はなし。本尊は薬師三尊。南都七大寺の一つ。開基は天武天皇。

## 概要
薬師寺は日本の奈良県奈良市西ノ京町にある法相宗の大本山の仏教寺院である。
薬師寺の歴史は680年11月に当時の天皇・天武天皇の皇后である鵜野讃良（うののさらら、後の持統天皇）が病気を患い、天武天皇が鵜野讃良の病気平癒を願って本寺院の造営を誓願したことに始まる。当の鵜野讃良は薬師寺の完成を待つことなくして回復したが、その後も薬師寺の造営は進められ、688年ごろには寺院としての形を成していたと伝えられている。
701年に日本の首都が藤原京から平城京へと遷都されたことにともない、当時飛鳥京や藤原京にあった主要な寺院は平城京へ移転されることが決定した。薬師寺も例外ではなく、718年に伽藍が平城京へ移されるなど、着々と移転が進められていた。その一方、薬師寺のすべてが移転されたわけではなく、一部は「本薬師寺」と名付けられ、12世紀に本薬師寺の衰退が始まるまでその地に残り続けた。
室町時代や戦国時代には自然災害や戦火に巻き込まれ、金堂・中門・西塔が焼け落ちるなどの被害に遭っているが、その度に修復や再建がなされていた。
1998年に「古都奈良の文化財」の構成資産の一つとして、国際連合教育科学文化機関（ユネスコ）により世界文化遺産に登録されている。

## 歴史
薬師寺は天武天皇9年（680年）、天武天皇の発願により、飛鳥の藤原京（奈良県橿原市城殿〈きどの〉町）の地に造営が開始され、平城京への遷都後の8世紀初めに現在地の西ノ京に移転したものである。ただし、飛鳥の薬師寺（本薬師寺、北緯34度29分33.88秒 東経135度48分0.95秒 / 北緯34.4927444度 東経135.8002639度）の伽藍も10世紀頃までは引き続き存続していたと見られる。

### 創建

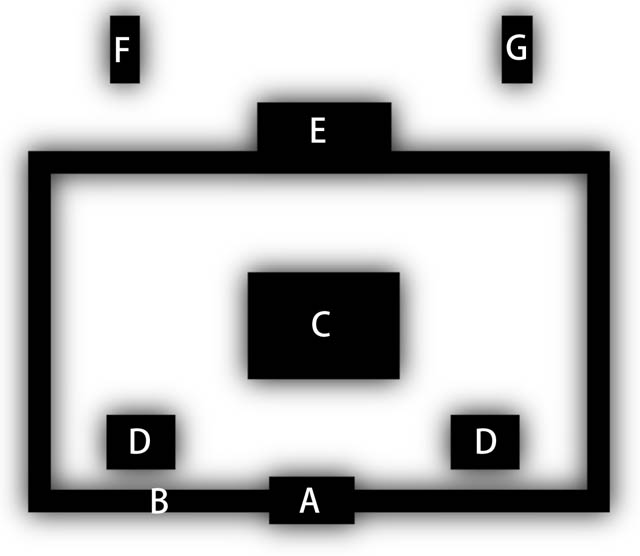
薬師寺式伽藍配置の概念図。A:中門、B:回廊、C:金堂、D:塔、E:講堂、F:鐘楼、G:経蔵。

『日本書紀』天武天皇9年（680年）11月12日条には、天武天皇が後の持統天皇である鵜野讃良（うののさらら）皇后の病気平癒を祈願して薬師寺の建立を発願し、百僧を得度（出家）させたとある。薬師寺東塔の屋上にある相輪支柱に刻まれた「東塔檫銘」（とうとうさつめい、「さつ」は木偏に「察」）にも同趣旨の記述がある。しかし、天武天皇は寺の完成を見ずに朱鳥元年（686年）没し、伽藍整備は持統天皇、文武天皇の代に引き継がれた。
「東塔檫銘」には、「清原宮に天の下を統治した天皇（天武）の即位八年、庚辰の歳、中宮（後の持統天皇）の病気のため、この伽藍を創り始めたが、完成しないうちに崩御したので、その意志を継いで、太上天皇（持統）が完成したものである」旨が記されている。ここでいう「天皇即位八年、庚辰之歳」は、『書紀』の「天武天皇9年」と同じ年を指している。すなわち、『書紀』は天智天皇の没した翌年（壬申年、西暦672年にあたる）を天武天皇元年とするが、天武が正式に即位したのはその翌年（西暦673年にあたる）であり、「天皇即位八年」とは即位の年から数えて8年目という意味である。
持統天皇2年（688年）、薬師寺にて無遮大会（かぎりなきおがみ）という行事が行われたことが『書紀』に見え、この頃までには伽藍がある程度整っていたものと思われる。『続日本紀』によれば、文武天皇2年（698年）には寺の造営がほぼ完成し、僧を住まわせている。この創建薬師寺は、藤原京の右京八条三坊の地にあった。大和三山の畝傍山と香久山の中間にあたる橿原市城殿町に寺跡が残り、「本薬師寺跡」として特別史跡に指定されている。

### 平城京への移転

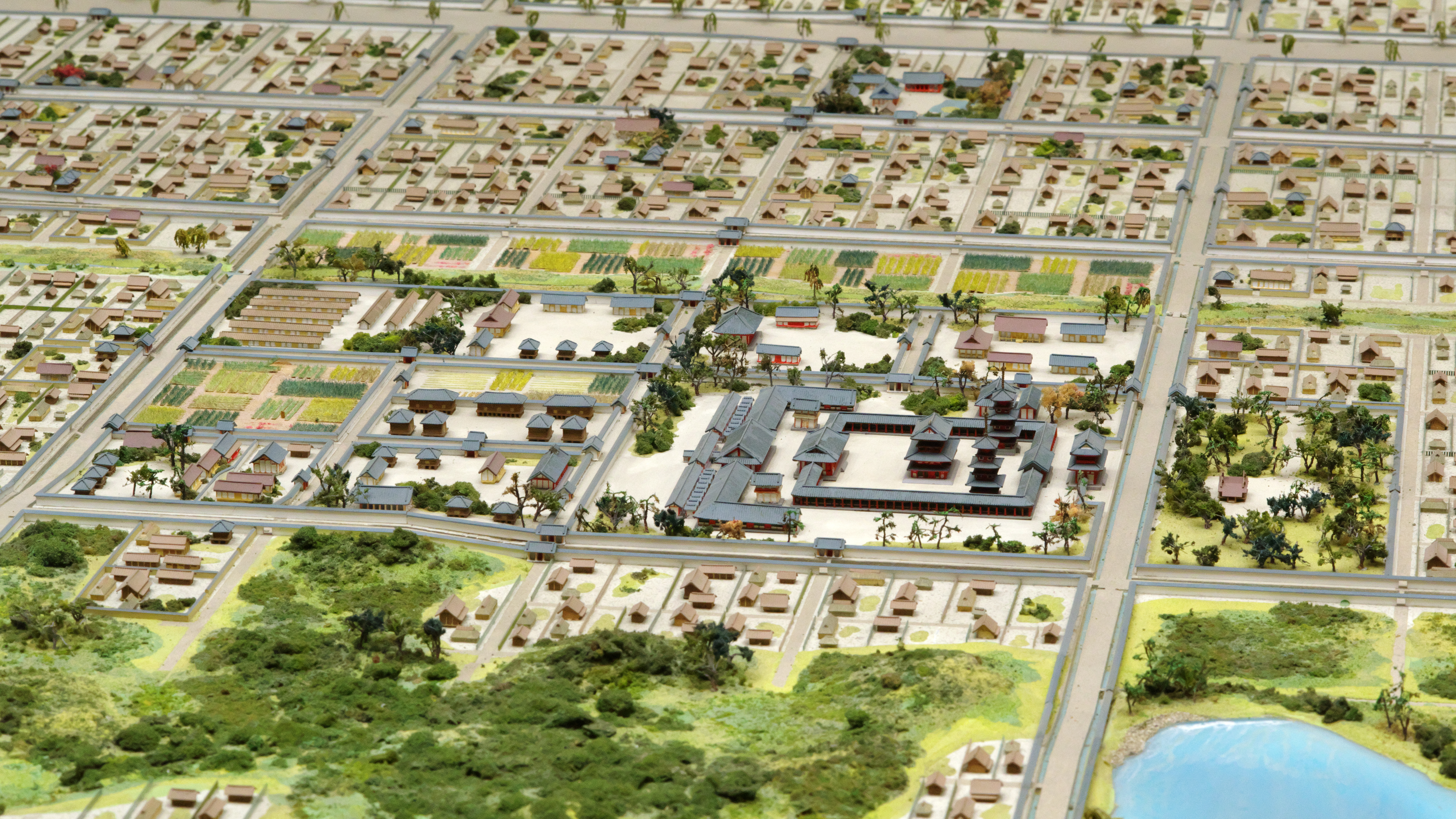
奈良時代の平城京薬師寺伽藍の模型（奈良市役所所蔵平城京1/1000模型の一部）
西側から見る

その後、和銅3年（710年）の平城京遷都に際して、薬師寺は飛鳥から平城京の六条大路に面した右京六条二坊（現在地）に移転した。移転の時期は長和4年（1015年）成立の『薬師寺縁起』が伝えるところによれば養老2年（718年）のことであった。ただし、平城薬師寺境内からは霊亀2年（716年）の記載のある木簡が出土していることから、造営は養老2年よりも若干早くから始まっていたとみられる。『扶桑略記』天平2年（730年）3月29日条に「始薬師寺東塔立」とあり、東塔（三重塔）が完成したのがその年のことで、その頃まで造営が続いていたものと思われる。
なお、平城京への移転後も、飛鳥の薬師寺（本薬師寺）はしばらく存続していた。史料や発掘調査の結果からは平安時代中期、10世紀頃までは存続していたようだが、後に廃寺となった。本薬師寺跡には金堂・東塔の礎石、西塔の心礎が残っている。本薬師寺の伽藍配置は「薬師寺式伽藍配置」と称されるもので、中央に金堂、その手前に中門、背後に講堂を配し、金堂の手前東西に塔を置く。そして、中門左右から出た回廊が講堂の左右に達し、金堂、東西両塔は回廊で囲まれている。この伽藍配置は平城薬師寺においても踏襲されている。本薬師寺、平城薬師寺双方の発掘調査により、両伽藍の建物の規模、位置関係などはほぼ等しく、本薬師寺の伽藍を平城薬師寺に再現しようとしたものであることがわかる。ただし、平城薬師寺では中門の規模が拡大され、回廊も幅が広げられている。
平城京の薬師寺は天禄4年（973年）の火災によって金堂、東塔、西塔を残し、講堂、僧坊、南大門など多くの建物が焼失した。発掘調査によって、西僧坊の跡地からは僧たちが使用していたとみられる奈良時代や、中国の唐時代の陶磁器が多数出土しており、天禄4年の火災の際に棚から落ちて土中に埋もれたものとみられる。
戦国時代の享禄元年（1528年）9月7日には、興福寺の衆徒・筒井順興による兵火で東塔や東院堂を残し全山焼失した。現在、奈良時代の建物は東塔を残すのみである。
金堂は、慶長5年（1600年）に郡山城主の増田長盛によって再建され、大講堂は嘉永5年（1852年）に再建される（以前は慶長5年（1600年）再建説や延宝4年（1676年）再建説などもあった）が、往時の大伽藍とは比ぶべくもなかった。

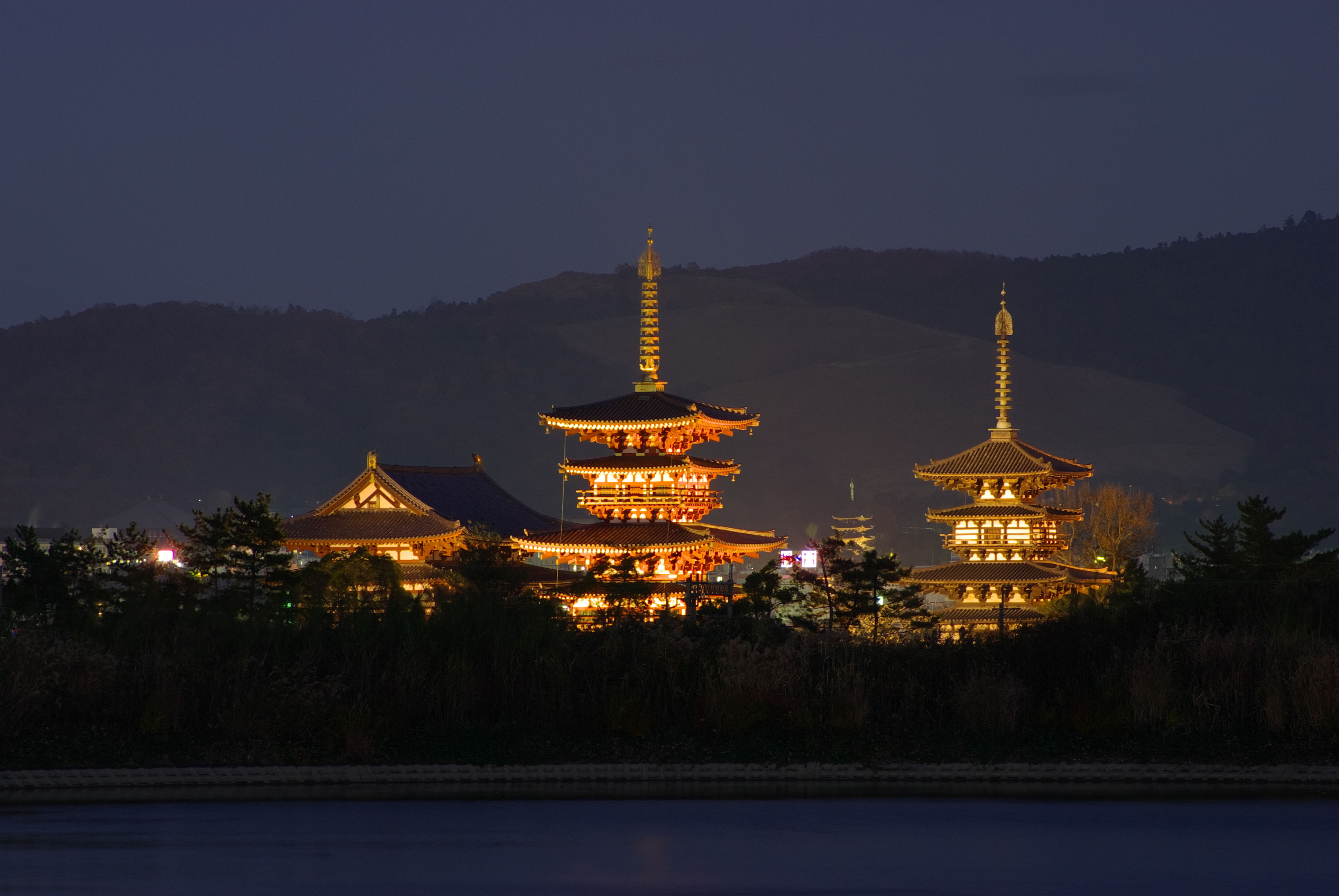
大池からみた薬師寺両塔・金堂の夜景

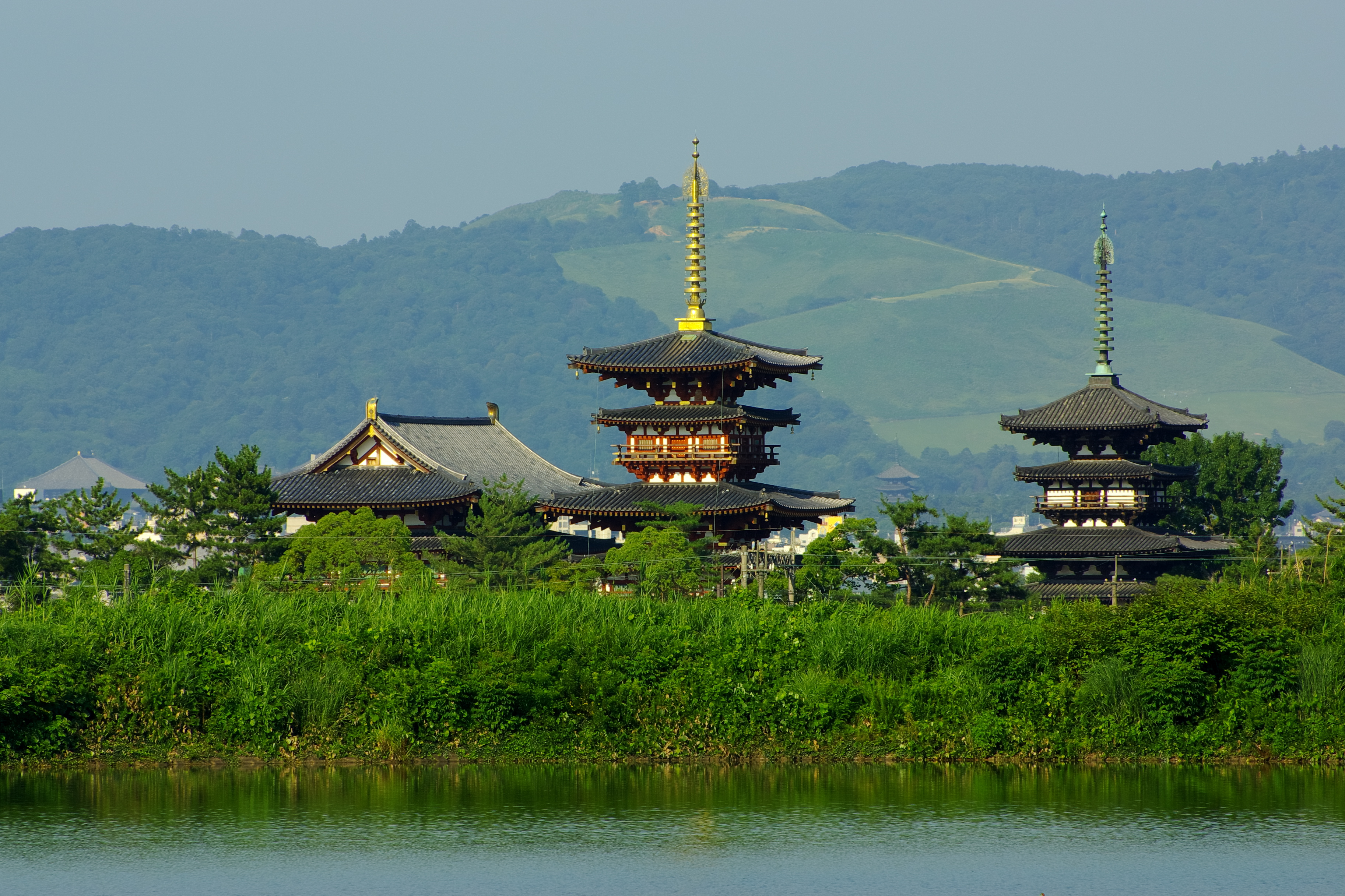
大池からみた薬師寺両塔・金堂と若草山

### 白鳳伽藍の再建
1967年（昭和42年）、名物副住職として知られた高田好胤（たかだこういん）が管主に就任すると、翌1968年（昭和43年）から百万巻お写経勧進による白鳳伽藍復興事業が開始された。これにより、1976年（昭和51年）に金堂が再建されたのを始め、1981年（昭和56年）に西塔、1984年（昭和59年）に中門、1995年（平成7年）に東西回廊の一部、2003年（平成15年）に大講堂、2017年（平成29年）には食堂（）が再建され、復興事業はほぼ最終段階を迎えた。
2017年（平成29年）5月24日に龍谷大学と、こうした文化財の保護・活動のほか、仏教についての研究・教育、僧の人材育成などで連携する協定を結んでいる。
「薬師寺まほろば塾」を開いている。

### 移建・非移建論争
平城京の薬師寺にある東塔および本尊薬師三尊像が飛鳥の本薬師寺から移されたものか、平城京で新たにつくられたものかについての論争が明治時代以来ある。21世紀の現在、東塔は平城京での新築とするのがほぼ通説となっているが、論争は完全に決着したわけではない。
11世紀成立の『薬師寺縁起』に引用される奈良時代の『流記資財帳』に「薬師寺には塔が4基あり、うち2基は本寺にある」という趣旨の記載があり、ある時期までは平城京と飛鳥の両薬師寺にそれぞれ2基の塔があったと解釈されることから、足立康、町田甲一らはこれを非移建説の根拠の1つとしている。現存する東塔に、他所から解体移築した痕跡の見られないことからも、東塔については『扶桑略記』の記述どおり、平城京移転後の天平2年（730年）新築と見る説が通説となっている。ただし、平城薬師寺の境内からは本薬師寺から出土するのと同様の古い様式の瓦も出土しており、西塔は飛鳥からの移築だったとする説もある。
発掘調査の結果、平城薬師寺の廻廊は当初単廊（柱が2列）として計画されたものが、途中で複廊（柱が3列、通路が2列）に設計変更されたことが判明している。このことから、当初は本薬師寺の建物を一部移築しようとしていたものを、途中で計画変更したのではないかとする説もある。
金堂本尊薬師三尊像については、既述の「持統天皇2年（688年）、薬師寺にて無遮大会（かぎりなきおがみ）が行われた」との『書紀』の記述を重視し、この年までには造立されて、後に平城薬師寺に移されたとする説がある。一方、主に様式や鋳造技法の面から平城京移転後の新造とする説もあり、決着はついていない。

### 近代・現代
1934年（昭和9年）9月21日、室戸台風の暴風雨により鐘楼が倒壊、三重の東塔が大きな被害を受ける。

## 東塔

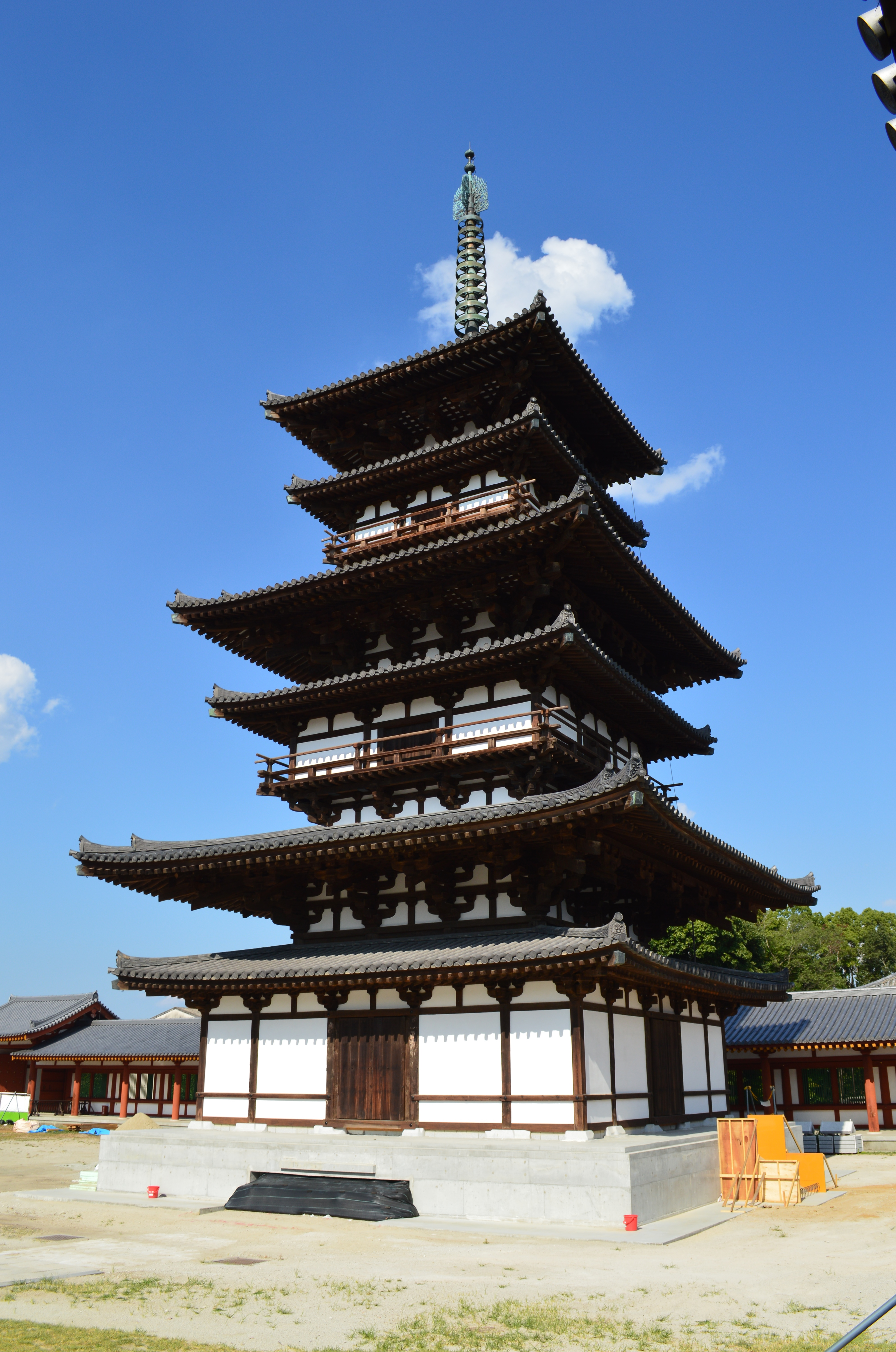
東塔

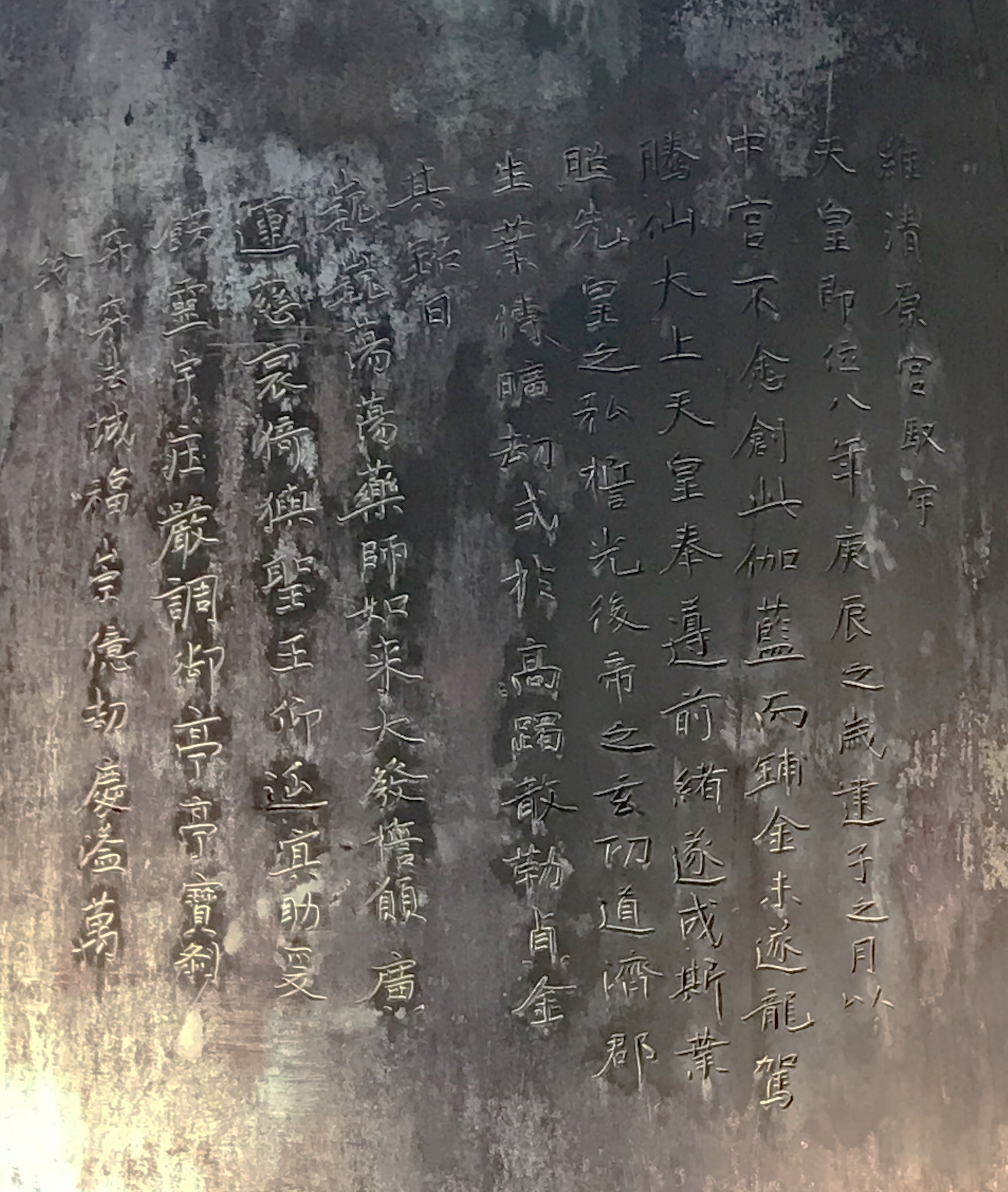
薬師寺東塔の檫銘

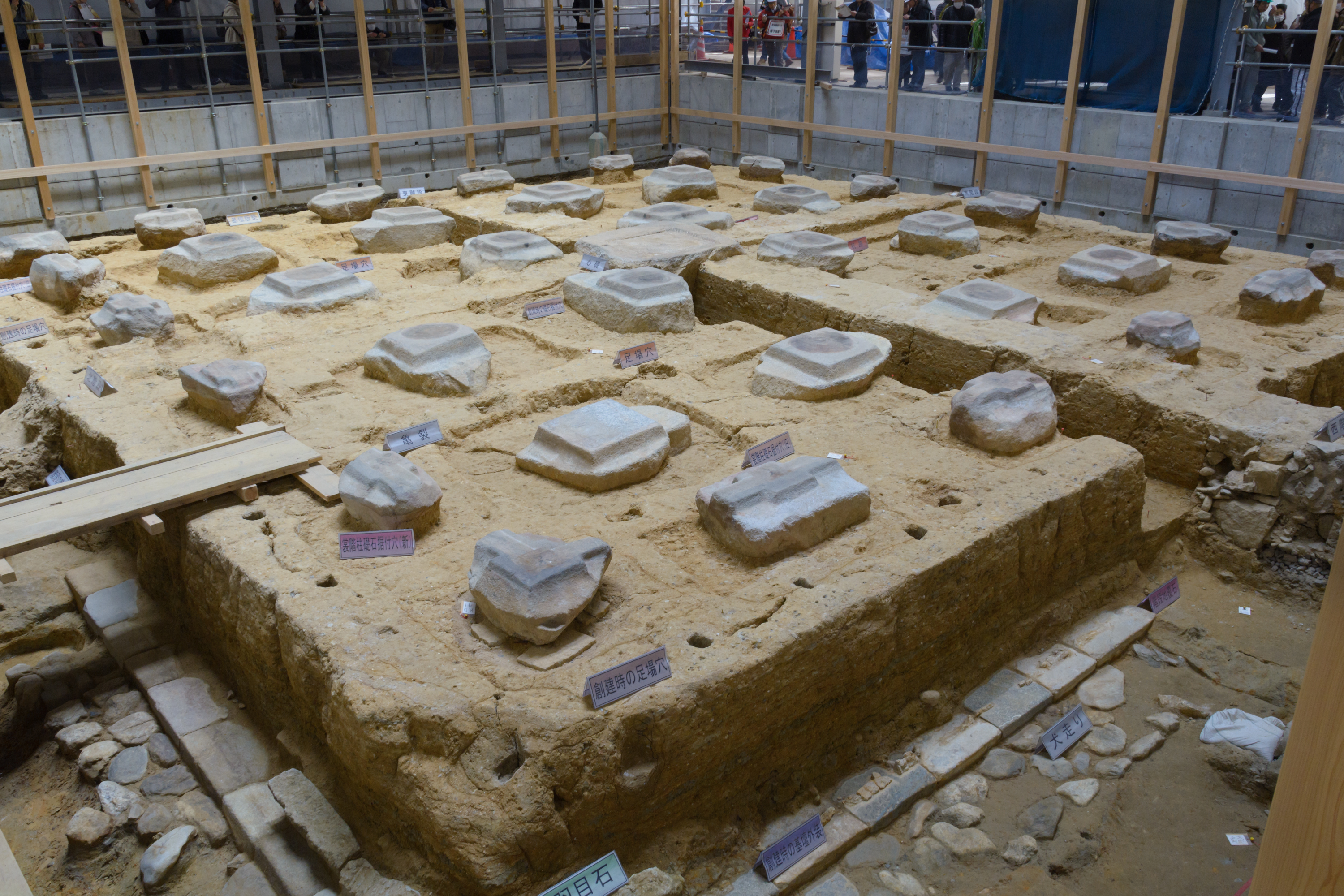
東塔礎石（解体修理中の所見、北西から見る、2015年2月28日撮影）中央の平たい石が心礎、その周囲の4つが四天柱、その外側列が側柱、最も外側の列が裳階柱の礎石。

国宝。現在寺に残る建築のうち、奈良時代（天平年間）に遡る唯一のもの。総高34.1メートル（相輪含む）。日本に現存する江戸時代以前に作られた仏塔としては、東寺五重塔、興福寺五重塔、法観寺五重塔、醍醐寺五重塔、仁和寺五重塔に次ぎ、6番目の高さを誇る。屋根の出が6か所にあり、一見六重の塔に見えるが、下から1・3・5番目の屋根は裳階（もこし）であり、構造的には三重の塔である。仏塔建築としては他に類例のない意匠を示す。塔の先端部の相輪にある青銅製の水煙（すいえん）には飛天像が透かし彫りされており、奈良時代の高い工芸技術を現代に伝えている。
相輪の中心部の柱の最下部には「東塔檫銘」（とうとうさつめい、「さつ」の漢字は木偏に「察」）と称される銘文が刻まれており、薬師寺の創建と本尊造立の趣旨が漢文で記されている。塔の建築年代については飛鳥の本薬師寺から移築されたとする説（移建説）と、平城京で新たに建てられたとする説（非移建説）とがあったが、『扶桑略記』の記述のとおり、天平2年（730年）に平城京にて新築されたとする説が通説となっている。当初、東塔・西塔の初層内部には釈迦八相（釈迦の生涯の8つの主要な出来事）を表した塑像群が安置されていたが、現在は塑像の断片や木心が別途保管されるのみである。
本塔は、建築様式の点では、飛鳥様式の法隆寺五重塔や法起寺三重塔よりは進んだ形式を取り入れつつ、當麻寺東塔（奈良時代末期）や醍醐寺五重塔（平安時代初期）ほどには進んでいない、過渡期的様相を示している。柱上の組物に着目すると、雲肘木と雲斗（くもと）を用いた飛鳥様式の塔と異なり、薬師寺東塔の組物は後世の仏堂や仏塔と同様の肘木と斗（ます）を用い、壁面から3段に持ち出した三手先（みてさき）である。二手目の肘木と斗の上に尾垂木が掛かり、尾垂木の先端近くに三手目の斗が乗る。垂木は地垂木と飛檐垂木（ひえんたるき）からなる二軒（ふたのき）で、地垂木を円形断面、飛檐垂木を角形断面とした、「地円飛角」と呼ばれる形式である。このように、組物を三手先とする点、垂木を二軒とする点は飛鳥様式より進んだ要素である。一方で、支輪（壁面と軒裏を斜めに繋ぐ材）を用いず、軒天井を張ること、二手目の肘木は先端に1個の斗しか乗らないこと（後世の塔では2個の斗が乗る）、丸桁（がぎょう、垂木を支える軒桁のうち最も外側のもの）の断面を円形でなく方形とすること、鬼斗（隅肘木上に用いる特殊形状の斗）を用いないことなどは、後世の塔とは異なる、古い要素である。奈良時代末期建立の當麻寺東塔は、支輪と鬼斗を用い、丸桁は円形断面となり、二手目の肘木には2つの斗が乗っている。一方、海龍王寺五重小塔は、支輪と鬼斗は用いないが、丸桁は円形断面となり、二手目の肘木には2つの斗が乗るなど、薬師寺東塔と當麻寺東塔との過渡期的な形式をもっている。このほか薬師寺東塔の建築様式の特色としては、尾垂木が直線形であり、先端を垂直方向に断ち切っていること、三手目の斗と丸桁の間に実肘木を用いないこと、高欄の架木（ほこぎ）や平桁に反りがなく、かつ、これらの両端を垂直に断ち切っていることなどが挙げられる。
骨組み部分は鉄の釘で接続されていたが、各階の間などでは釘は用いられず木組みだけで構成されていた。解体修理にあたり、9割の木材は再利用され、残りは補修または新材を用いた。基壇は後世改修されているが、2009年から開始された東塔の解体修理工事の際に基壇の発掘調査が行われている。その結果、創建当初の版築による基壇が良好に遺存していることが確認された。また、裳階柱の礎石は明治時代に据え直された可能性があるものの、心礎、四天柱、側柱の礎石は当初位置から動いていないことも確認された。基壇の下から和同開珎4枚が出土した。創建当時の基壇は保護され、それを鉄筋コンクリートで覆って新たな土台とした。また心柱の内側は根元から2mほどが蟻害にあっており、不要な部分を取り除き新材で埋めた。天井画の調査においては、木材の陰になった部分の顔料が非常に良い状態で残っていた。
前述のような特徴的な姿から、この塔を評してしばしば「凍れる音楽」という表現が用いられる。なお、明治時代に本寺を訪れたアーネスト・フェノロサが、この塔を指して「凍れる音楽」と表現したと説明されることが多いが、複数の文献が「凍れる音楽」をフェノロサの言葉とするのは誤りだと指摘している。佐佐木信綱と会津八一はそれぞれ東塔を題材にした短歌を残しており、両人の歌碑が薬師寺境内に建立されている。

### 東塔の修理
地震や台風での損傷を修理するため、幾度も修理が行われている。
主な修理を以下に挙げる。
- 大永4年（1524年） - 明応3年（1494年）の地震による塑像、相輪などの損傷を修理。
- 寛永21年（1644年） - 正保修理。慶長伏見地震（1596年）による損傷を修理。
- 天明3年（1783年） - 天明修理。宝永地震（1707年）による塔九輪折れを修理。
- 文化5年（1808年） - 天明修理での不具合箇所を修理。六層目より上を解体修理など。
- 安政3年（1856年） - 伊賀上野地震（安政奈良地震）による傾斜の立て起こしや損傷を修理。
- 1898年（明治31年） - 明治の修理:解体修理[23]
- 1950年（昭和25年） - 昭和の修理（部分的な修理）[24]
- 2009年 （平成21年） - 平成の修理。解体修理で、2020年（令和2年）12月まで約110年振りの東塔の解体修理が行われた[25]。
  - 2011年（平成23年）9月 - 東塔全体を覆う素屋根の設置工事を開始。
  - 2012年（平成24年）9月 - 瓦が外され東塔の解体が始まる[26]。
  - 2021年（令和3年） - 2月15日に竣工式[27]、2023年（令和5年）4月21日から25日に落慶法要を開催[28]。

## 伽藍

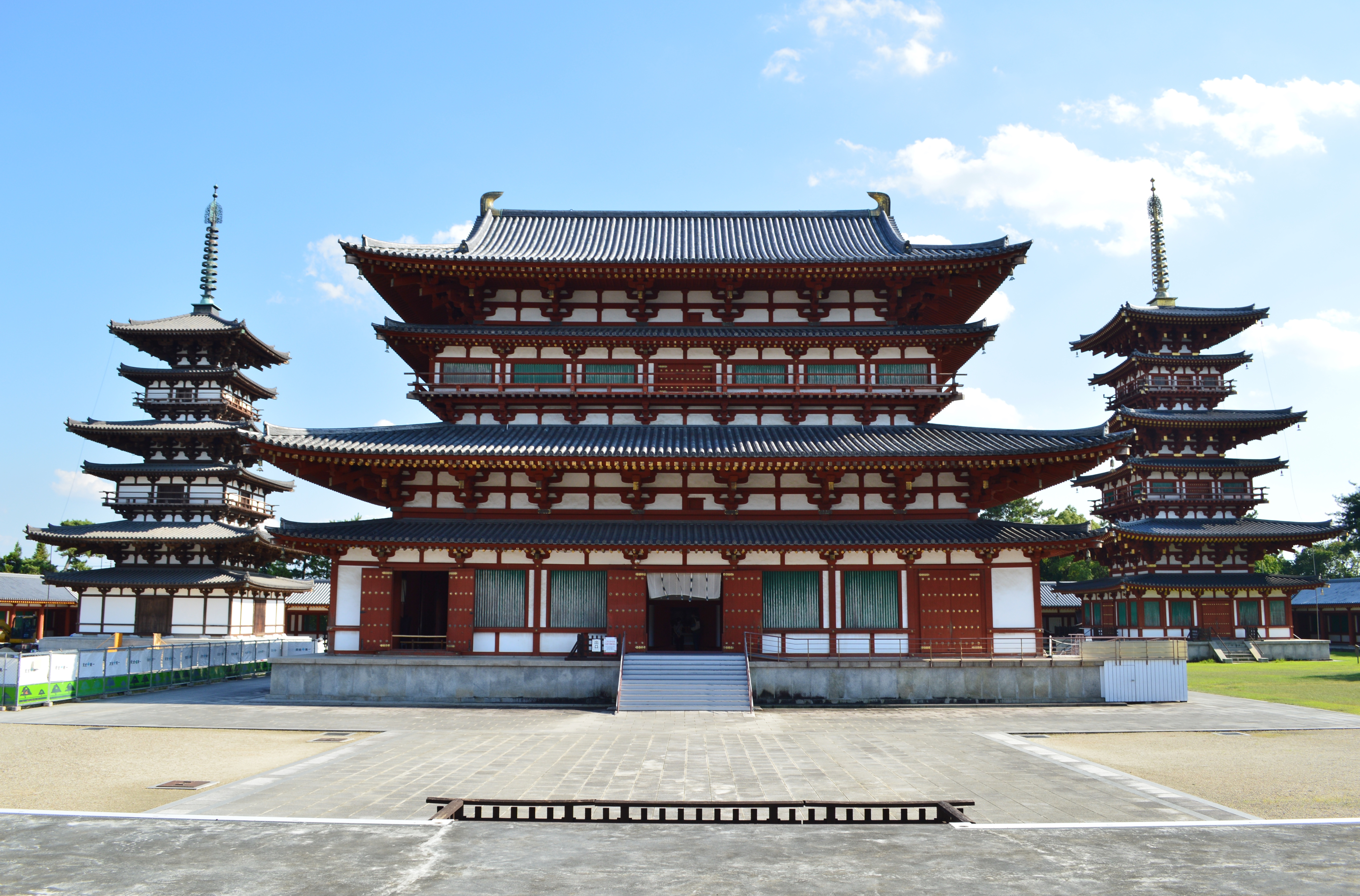
（左から）東塔・金堂・西塔

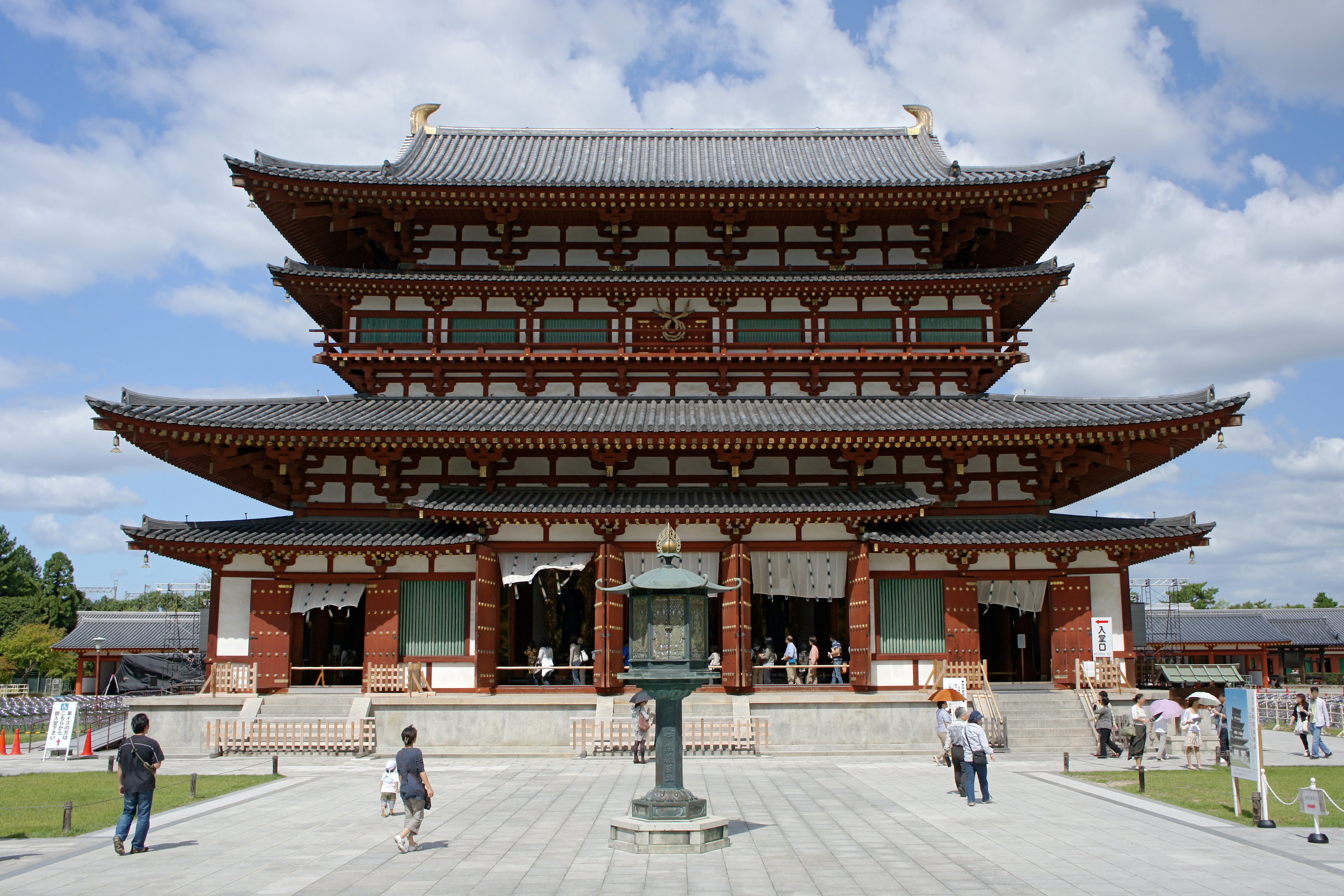
金堂

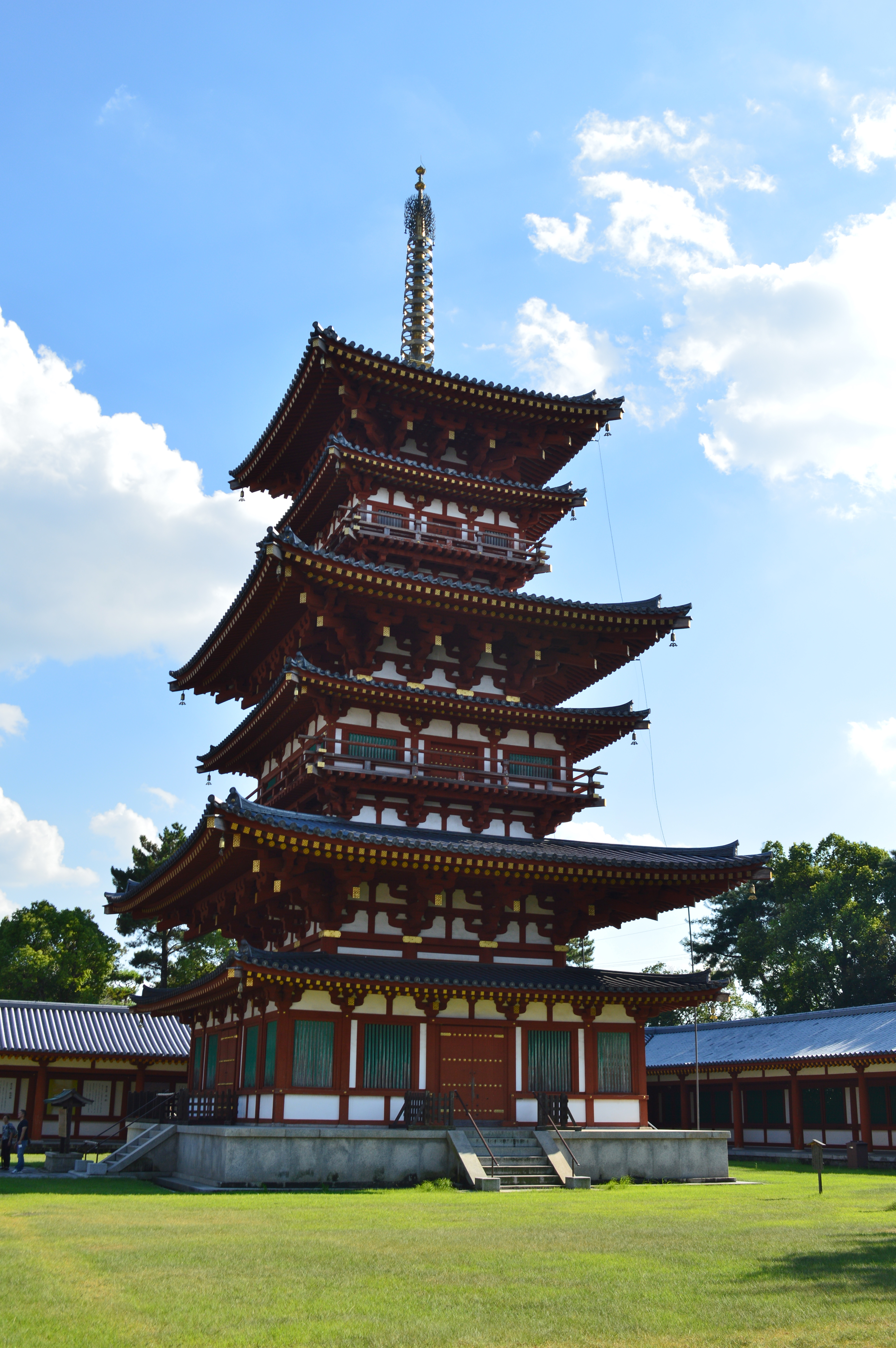
西塔

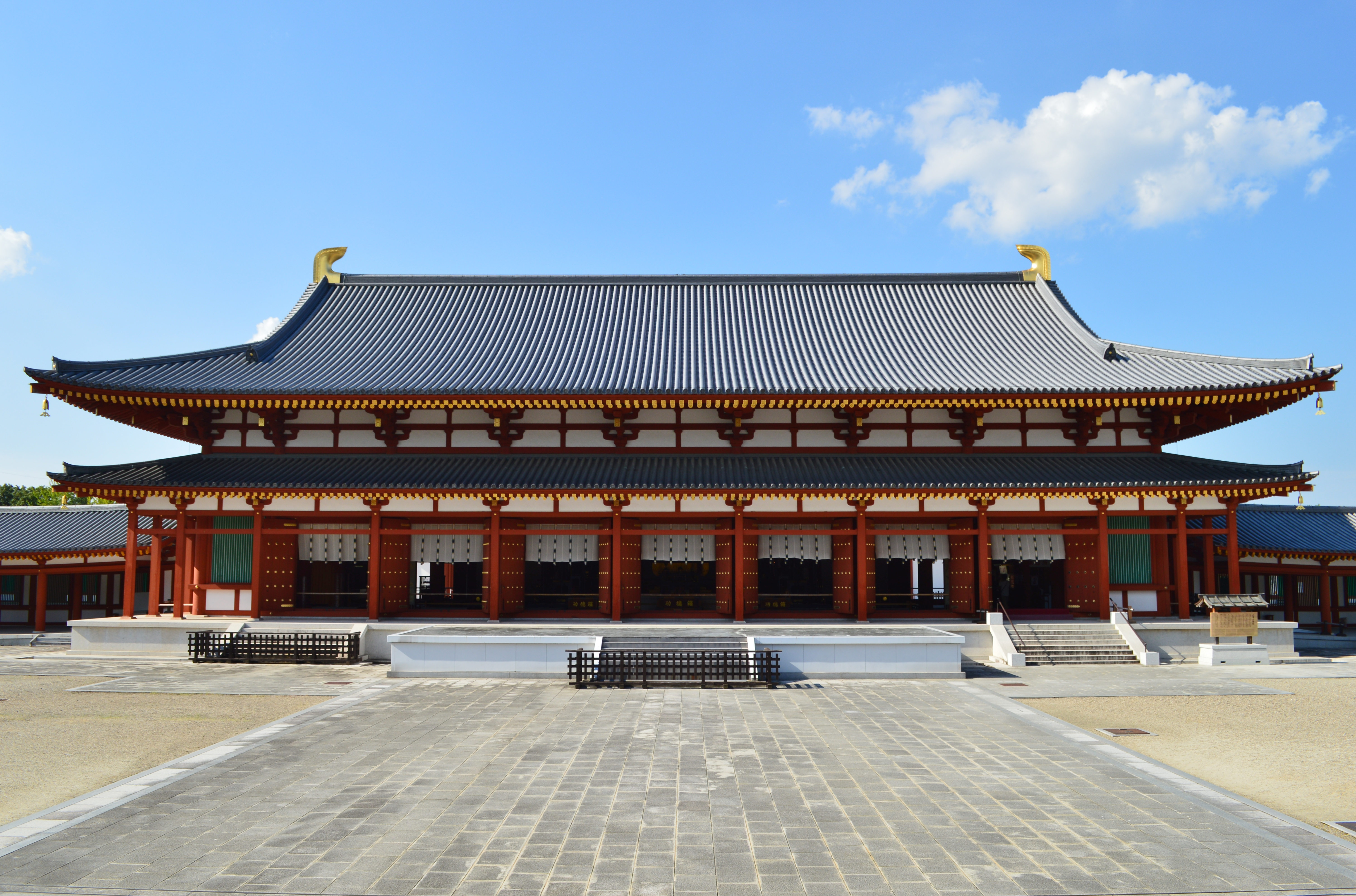
大講堂

### 白鳳伽藍
- 金堂 - 1976年（昭和51年）再建。奈良時代仏教彫刻の最高傑作の一つとされる本尊・薬師三尊像（国宝）を祀る（薬師三尊像については後述）。上層は写経が納められた納経蔵となっている。再建にあたっては、「鉄は持って数百年程度、木材（ヒノキ）は千年持つ。鉄を使うとその部分から腐食する」と主張する宮大工で文化財保存技術者の西岡常一と、「台風や地震、火災からの文化財保護の観点からも鉄筋コンクリート補強が望ましい」と主張する名古屋工業大学教授竹島卓一の意見が衝突するが[29]、結果、金堂の内陣のみは鉄筋コンクリートで造られることとなった。なお、慶長5年（1600年）に増田長盛によって再建された入母屋造の以前の金堂は、1975年（昭和50年）に興福寺へ仮金堂（現・仮講堂）として移築された。その際、寄棟造に改造されて向拝を撤去している。
- 東塔（国宝） - 三重塔。既出。
- 西塔 - 1981年（昭和56年）再建。東塔と対称的な位置に建つ三重塔。旧塔は享禄元年（1528年）に戦火で焼失している。この塔はかつての伝統様式・技法によって約3年の工期と10億円の工費をかけて再建されたものである[30]。デザインは東塔と似ているが、東塔が裳階部分を白壁とするのに対し、西塔は同じ箇所に連子窓を設けるなどの違いもある。東塔も元々は連子窓であったが修復で白壁にされている。再建に際しては、西岡常一により[30]、西塔は鉄の使用を極力少なくし木材の乾燥収縮を考慮して東塔より約30センチメートル高くして再建されている。500年後には西塔も東塔と同じように材木の撓みと基礎の沈下が起きて同じ高さに落ち着く計算とのことである[31]。
- 大講堂 - 2003年（平成15年）3月21日再建。正面41メートル、奥行20メートル、高さ17メートルあり、伽藍最大の建造物である。以前の大講堂は享禄元年（1528年）に戦火で焼失後、嘉永5年（1852年）に再建されたものであったが、今回の再建にあたって解体されている。本尊の銅造三尊像（重要文化財）は、中尊の像高約267センチメートルの大作だが、制作時期、当初はどこにあった像であるかなどについて謎の多い像であるが、大講堂に安置される直前には西院弥勒堂で弥勒三尊像として祀られていた。大講堂に安置後は金堂本尊と同様に「薬師三尊像」としていたが、今回の大講堂の再建後に弥勒三尊像に復している。堂内には仏足石（国宝）や仏足跡歌碑（国宝）も安置されている。
- 食堂 - 2017年（平成29年）再建。本尊「阿弥陀三尊浄土図」を祀る。
- 東僧坊
- 西僧坊
- 鐘楼
- 中門 - 1984年（昭和59年）再建。
- 東回廊
- 西回廊
- 東院堂（国宝） - 鎌倉時代の弘安8年（1285年）再建。境内の東側、回廊の外に建つ。元明上皇の冥福を祈るために娘の吉備内親王が養老年間（717年 - 724年）に建立した東禅院が前身である。当初は南向きであったが、享保18年（1733年）に西向きに建て変えられた。堂内の厨子に本尊の聖観音立像（国宝）を安置する。
- 龍王社
- 勧進所
- 休ヶ岡八幡宮若宮社（重要文化財） - 鎌倉時代末期築。
- 弁財天社
- 平木大明神社
- 不動堂
- 與樂門
- 唐院 - 北受付となっている。
- 聚寶館
- 大宝蔵殿
- 南門（重要文化財） - 室町時代の永正9年（1512年）建立。境内南正面にある小規模な四脚門。元は薬師寺西院の門だったが、後に現在地である南大門の跡地に移築した。

### 北境内地
- 本坊
- お写経道場 - 1972年（昭和47年）築。
- 慈恩殿 - 元は大阪市中央区にある長久寺の本堂。谷町筋の拡張工事のために薬師寺に移築された。細川護熙元首相が6年をかけて描いた障壁画「東と西の融合」66面がある[32]。
- まほろば会館
- 冠木門
- 大門

#### 玄奘三蔵院伽藍

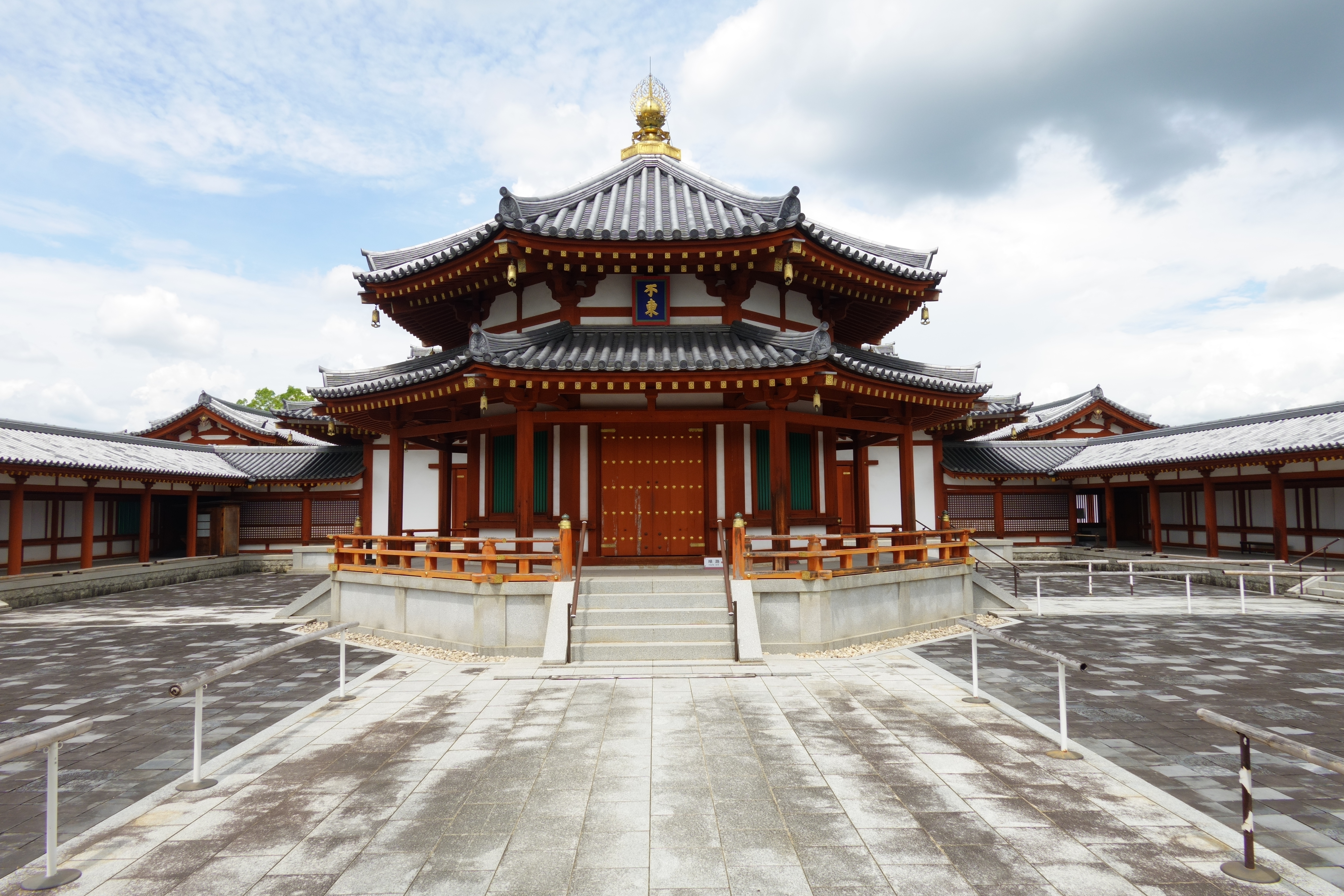
玄奘塔

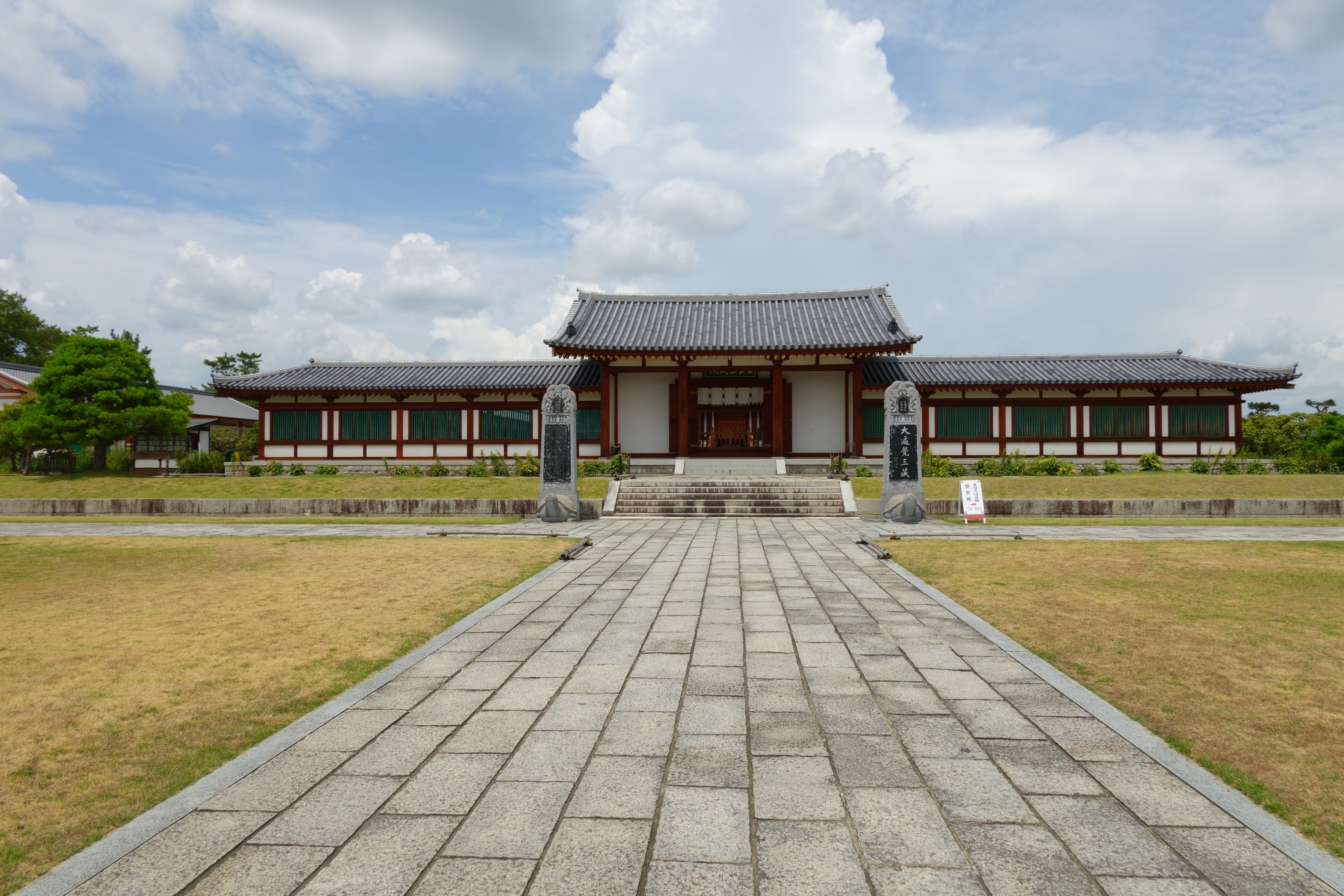
礼門

主要伽藍の北側にあり、1991年（平成3年）に建てられた。
- 玄奘塔 - 玄奘三蔵坐像と玄奘の頭部の遺骨であるご頂骨・真身舎利を祀る裳階付き八角円堂。このご頂骨は、太平洋戦争中の1942年（昭和17年）12月23日に中華民国の首都・南京で日本陸軍が土木作業中に偶然、かつて破壊された玄奘の墓を発見したことにより、中華民国と協議して1944年（昭和19年）にその遺骨の一部を日本仏教会に分けてもらった。戦後、さらに蒋介石からもその持ち出しの許諾を得ている。その後、ご頂骨は埼玉県岩槻市（現・さいたま市岩槻区）の慈恩寺に祀られていたが、1981年（昭和56年）に薬師寺に分骨された。扁額「不東」は高田好胤和上の筆。不東とはインドに着くまでは一歩も東（唐）に帰るまいという意味である。
- 大唐西域壁画殿 - 日本画家平山郁夫が30年をかけて制作した、縦2.2メートル、長さが49メートル（7場面、計13壁面の合計）からなる『大唐西域壁画』が祀られている。壁画は絵身舎利とされ、なかでも中央の3面は本尊、西方浄土、須弥山となっている。扁額『大唐西域壁画殿』は平山郁夫の筆。
- 東経蔵
- 西経蔵
- 礼門

### 南境内地
- 孫太郎稲荷神社 - 平安時代中期に藤原頼行によって下野国佐野（現・栃木県佐野市）の唐沢山に祠が建てられ、その子孫である佐野孫太郎義綱によって守られた神が、後に姫路城下に分霊され、江戸時代の初期に現在地に移されたという。

### 休ヶ岡八幡宮
- 休ヶ岡八幡宮 - 正式には薬師寺休ヶ岡八幡宮。南門を出て、公道を横切った向かい側の敷地にある。明治時代の神仏分離後も独立せず、現在も薬師寺の鎮守社であり続けている。創建は寛平8年（896年）。別当栄紹により豊前国宇佐八幡宮から八幡神を勧請したのに始まる。なお、休ヶ岡の名の由来は、斉衡2年（855年）に大安寺の行教が八幡神を宇佐八幡宮から大安寺八幡宮（現・元石清水八幡宮）に勧請する際、この地で八幡神が休息されたことによる。なお、別の寺伝によると、それ以前の天平勝宝元年（749年）、東大寺大仏殿建立にあたって八幡神を勧請して手向山八幡宮を作ろうとした際に、当地で八幡神が休息されたことを契機としてここに八幡宮が建立され、地名も休ヶ岡になったという話もある。
  - 本殿（重要文化財） - 祭神：僧形八幡神、神功皇后、仲津姫命。慶長8年（1603年）に豊臣秀頼が片桐且元を奉行として再建。
  - 北脇殿（重要文化財） - 慶長8年（1603年）に豊臣秀頼が片桐且元を奉行として再建。
  - 南脇殿（重要文化財） - 慶長8年（1603年）に豊臣秀頼が片桐且元を奉行として再建。
  - 北座小屋 - 慶長年間（1596年 - 1615年）豊臣秀頼による再建。現在は社務所となっている。座小屋が現存しているのは珍しく、貴重である。
  - 南座小屋 - 慶長年間（1596年 - 1615年）に豊臣秀頼により再建。

### 塔頭
- 地蔵院
- 龍眼院
- 世尊院
- 法光院
- 金蔵院
- 福蔵院
- 法輪院
- 円成院
- 大乗院
- 八幡院

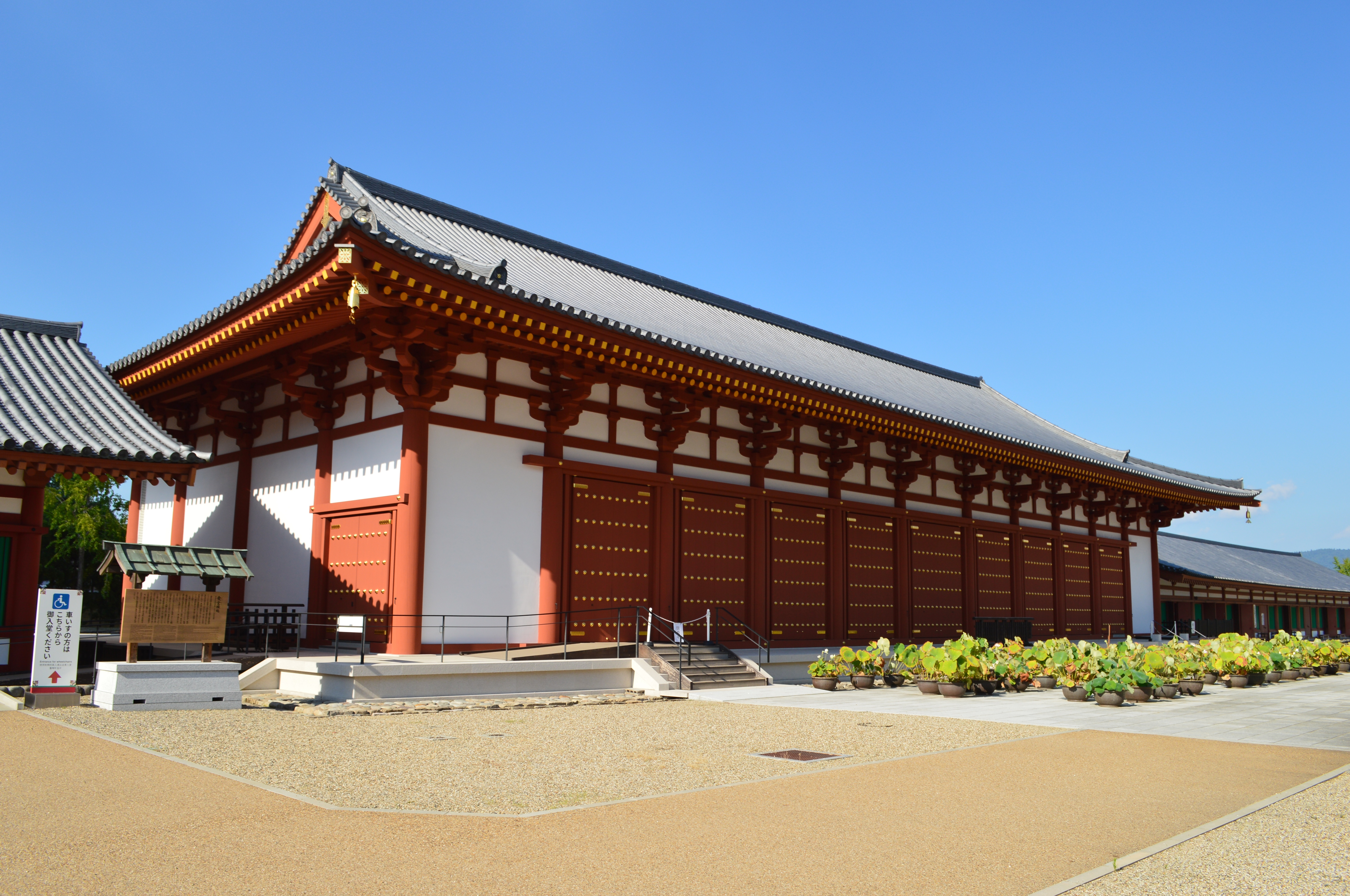
食堂
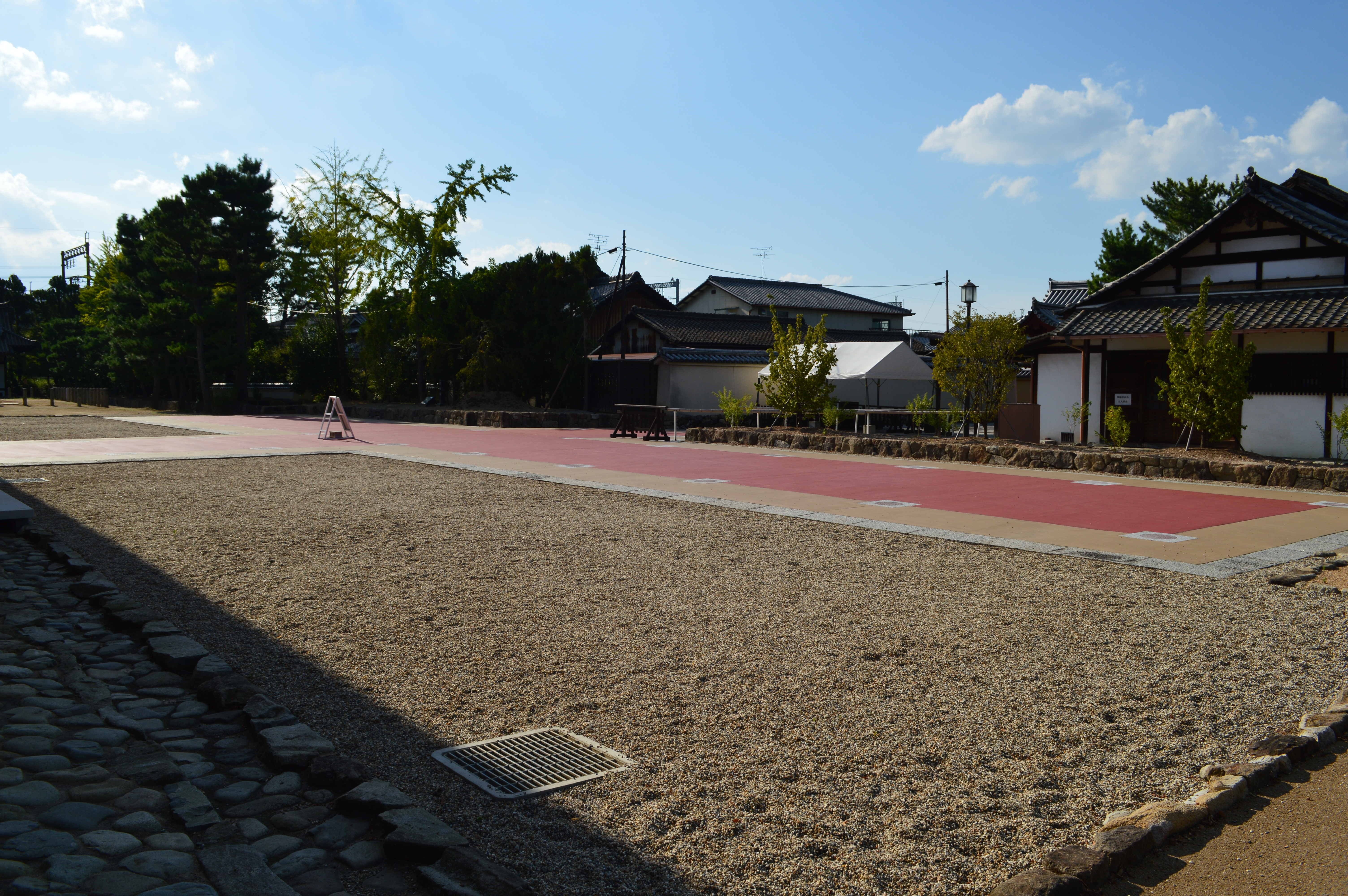
十字廊跡
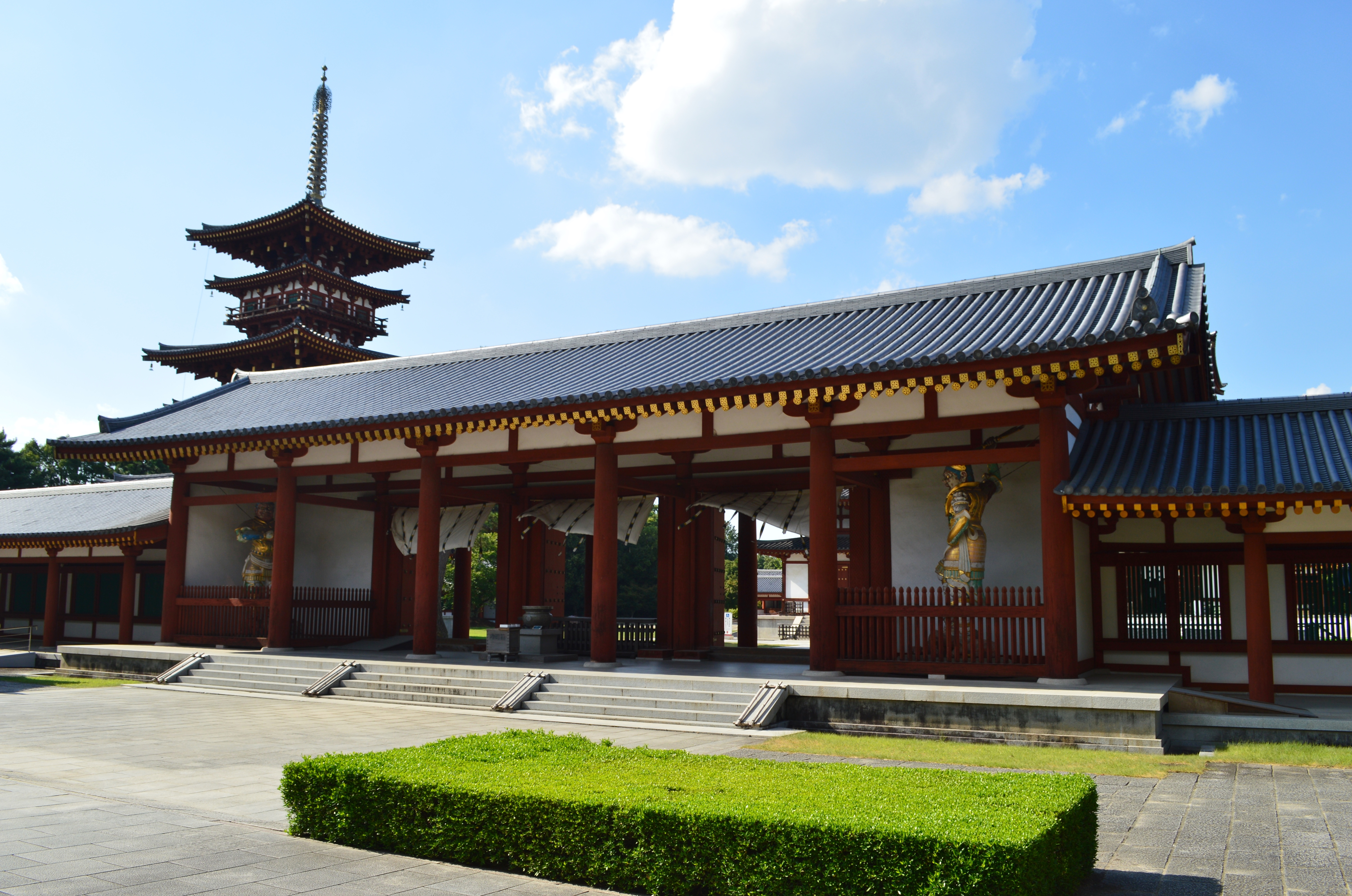
中門
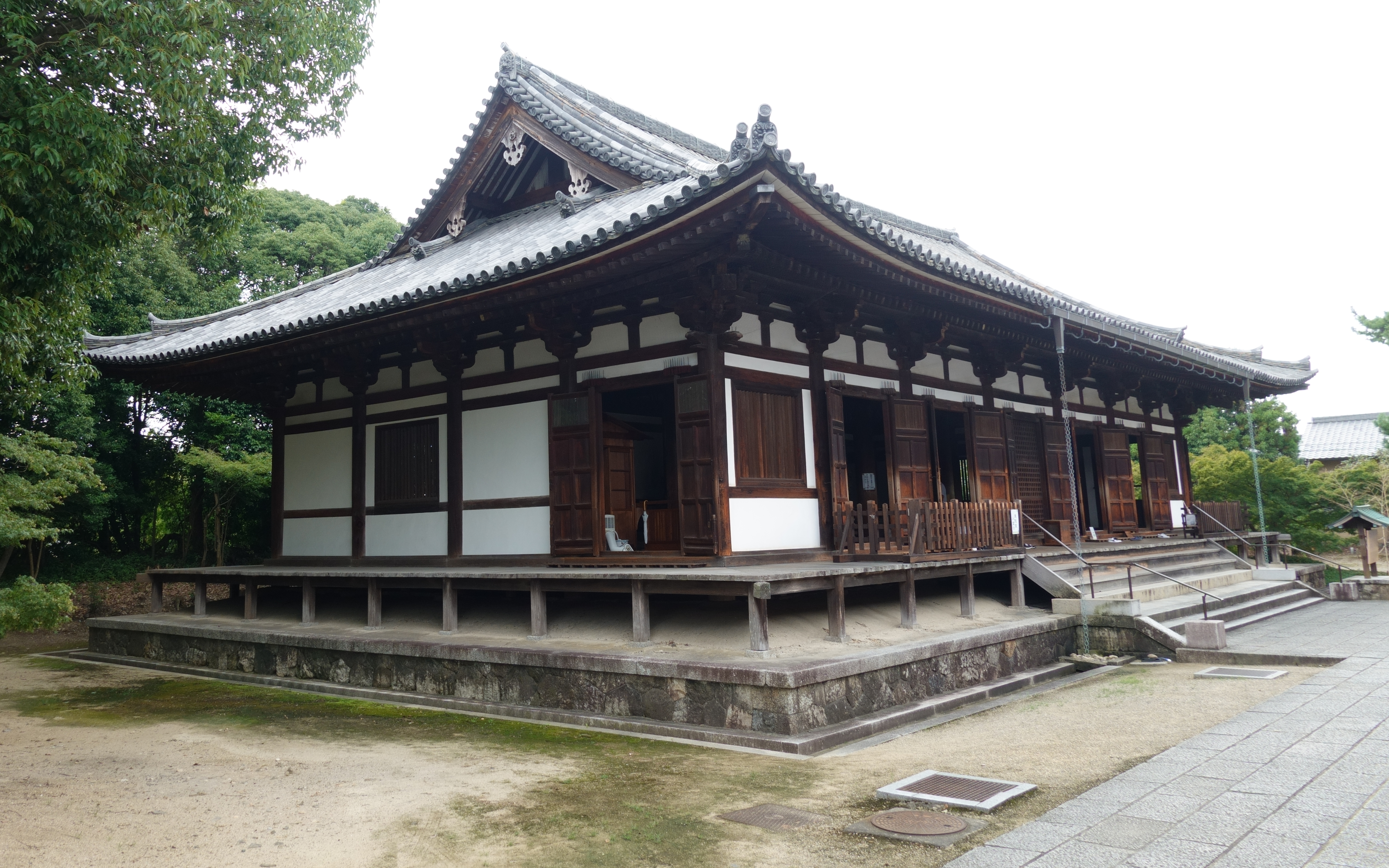
東院堂（国宝）
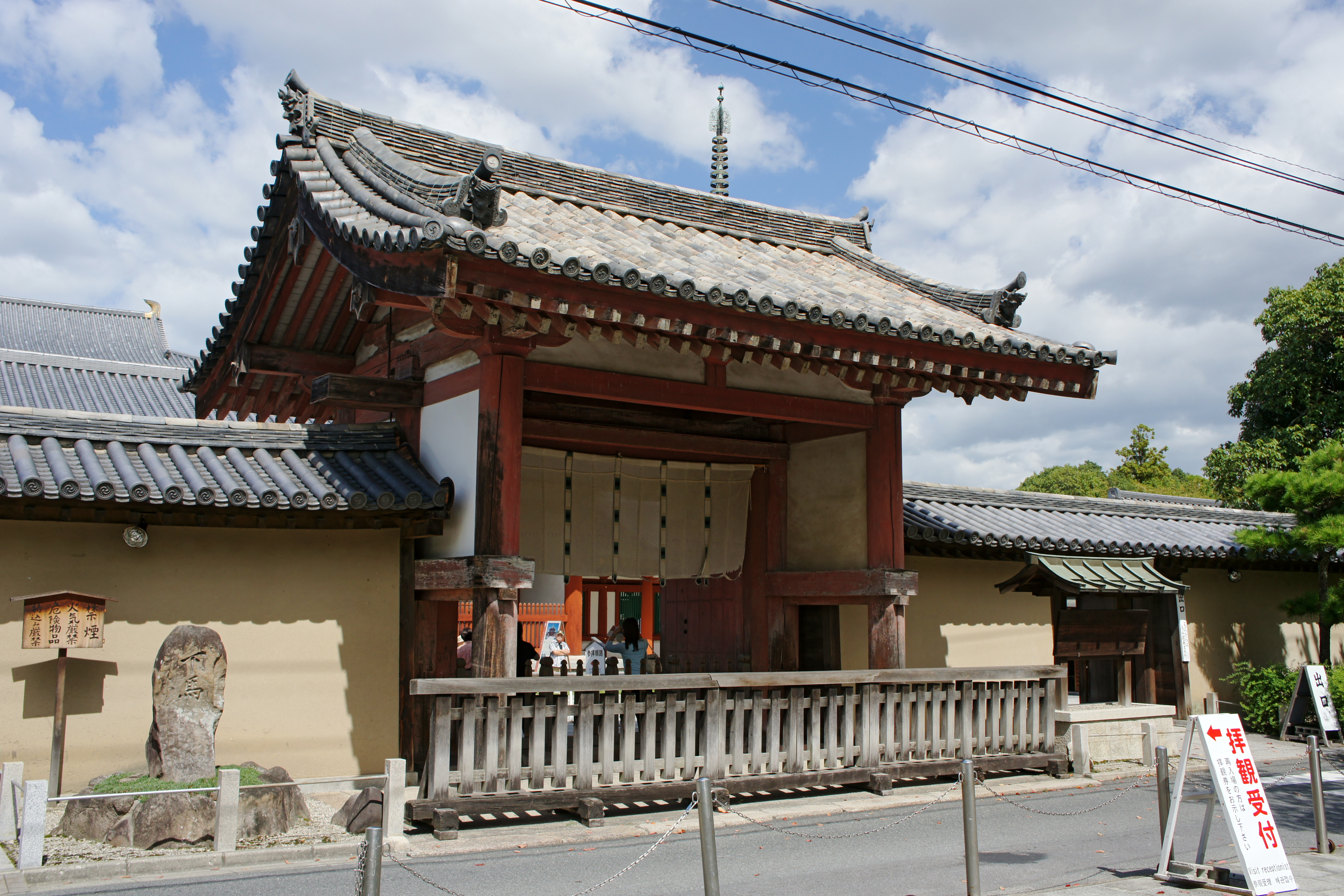
南門（重要文化財）
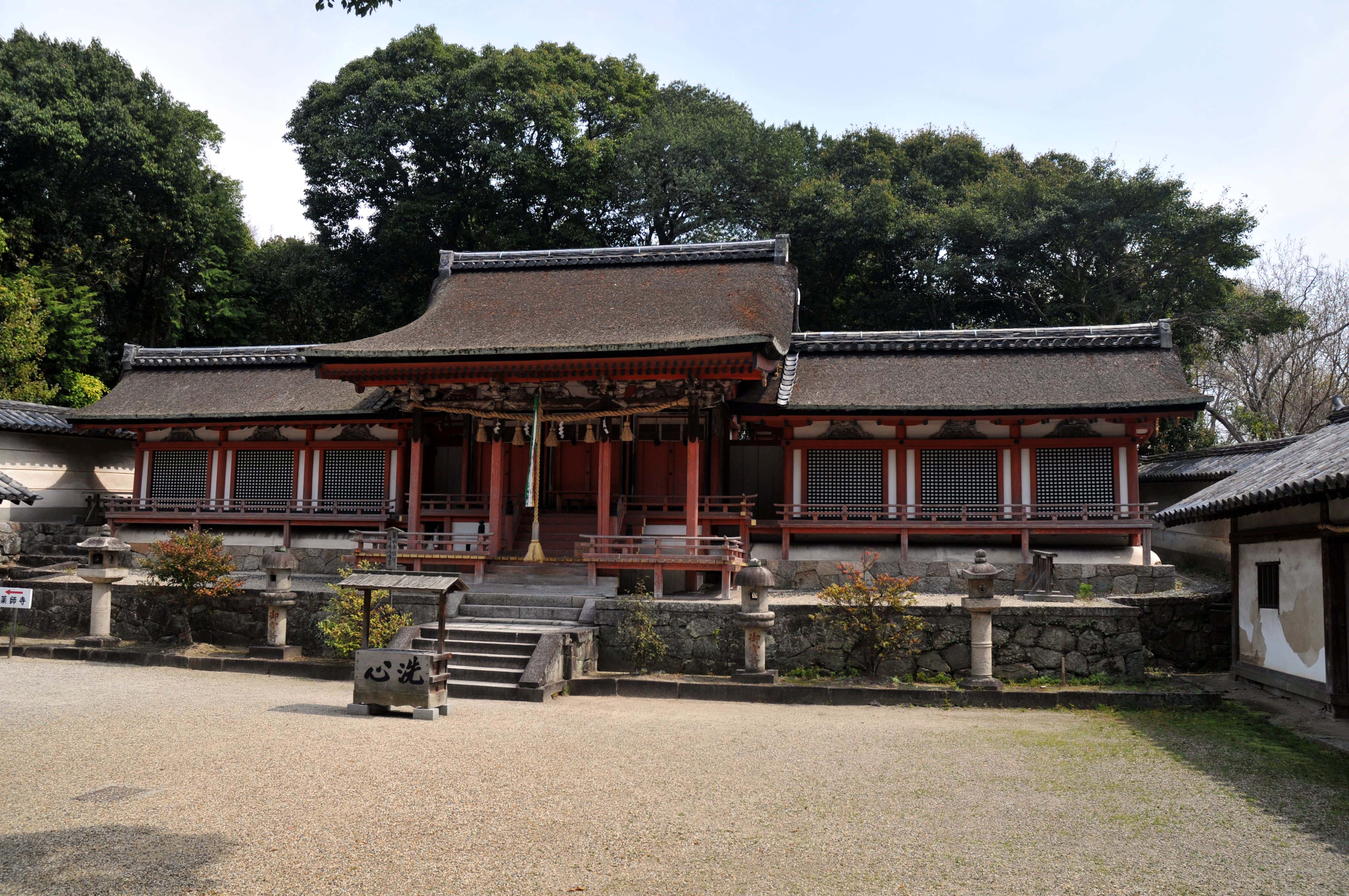
休ヶ岡八幡宮（重要文化財）

## 文化財

### 薬師三尊像

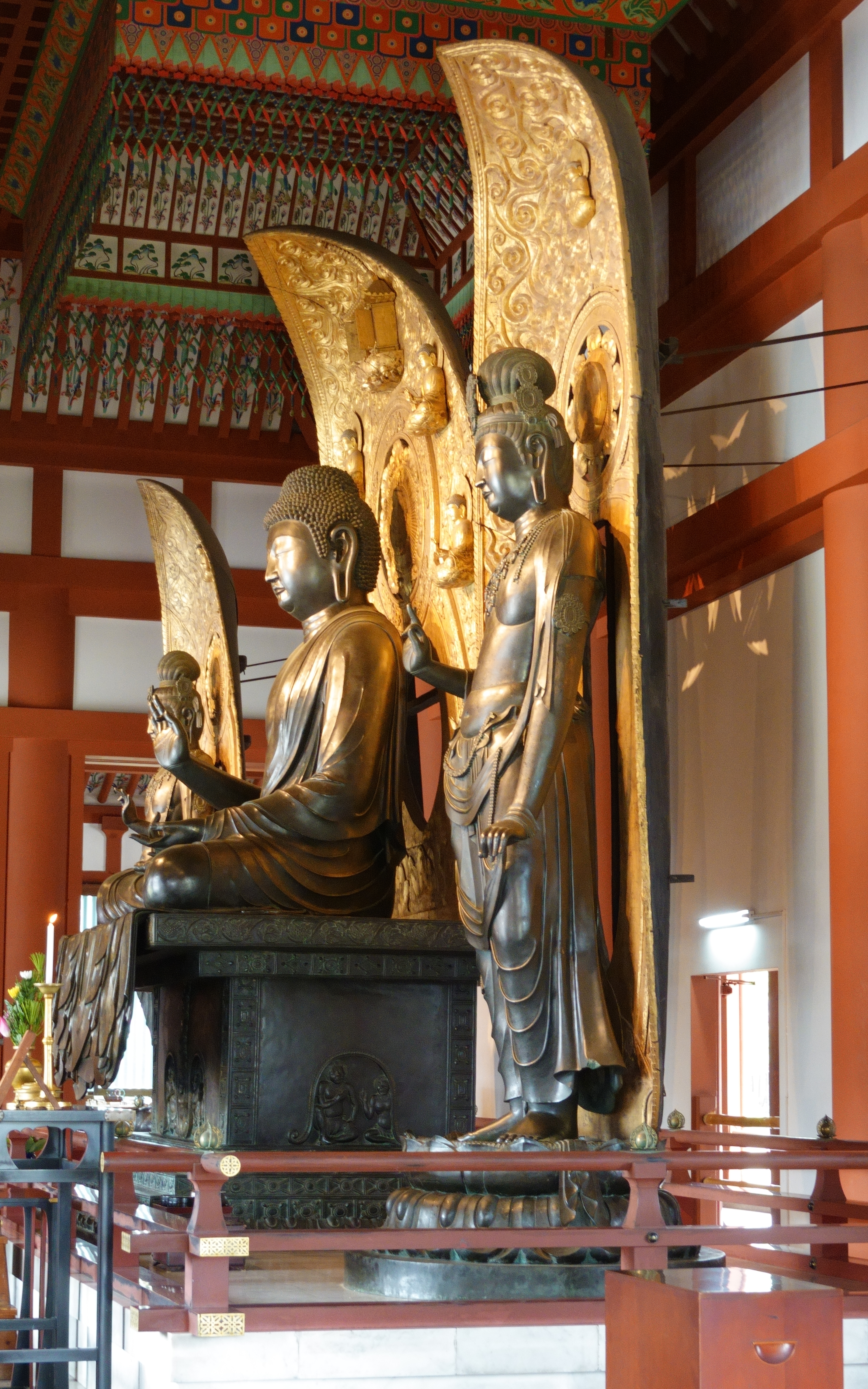
薬師三尊像（手前から日光菩薩、薬師如来、月光菩薩）
写真は再建前の旧・金堂に安置されていた時のもの

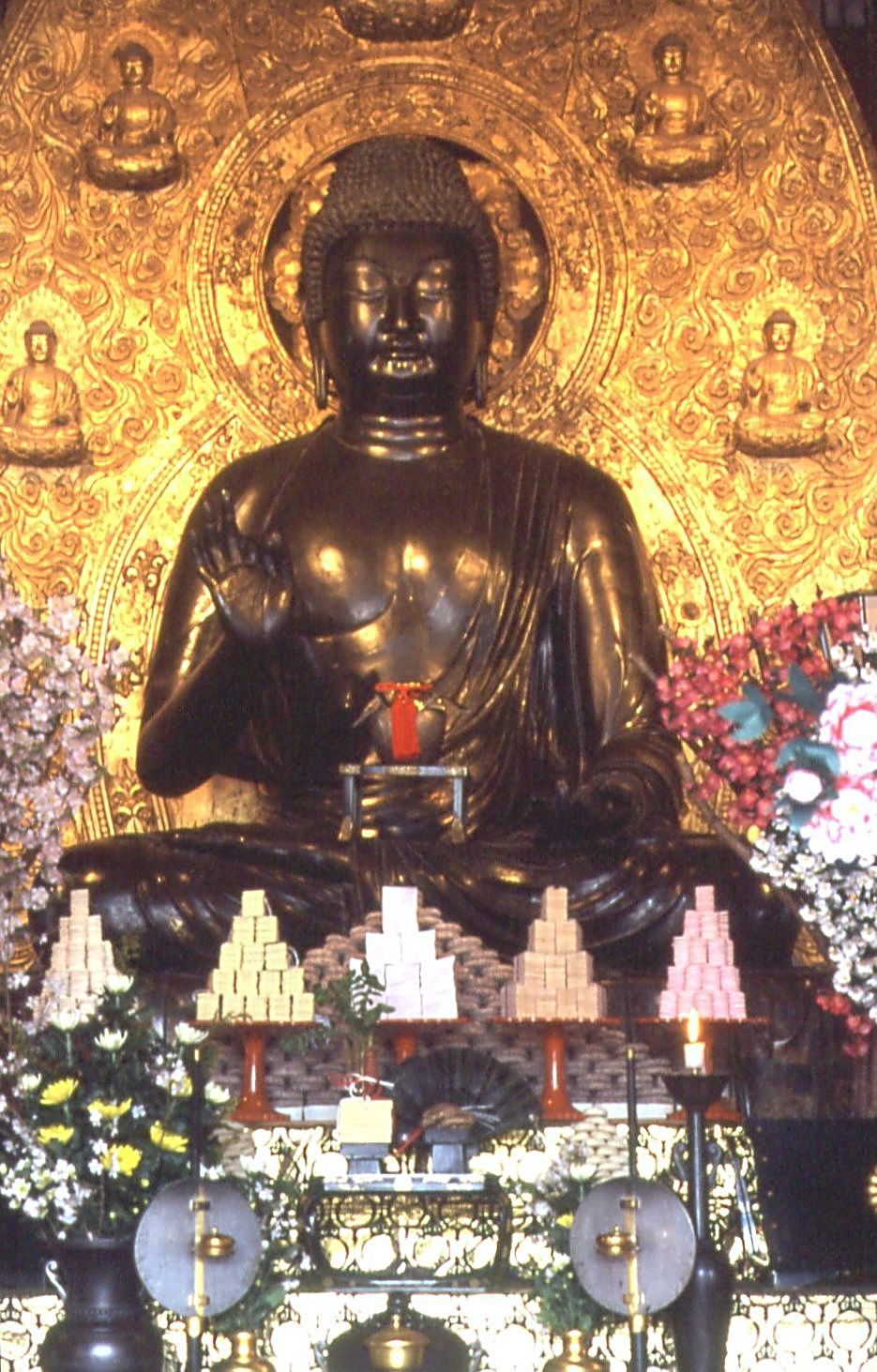
薬師如来像

金堂に安置される薬師寺の本尊。国宝。飛鳥時代後期（白鳳期） - 奈良時代（7 - 8世紀）の作。国宝指定名称は「銅造薬師如来及両脇侍像 3躯」。中尊は薬師如来、左脇侍（向かって右）に日光菩薩（にっこうぼさつ）、右脇侍に月光菩薩（がっこうぼさつ）を配している。像高は薬師如来254.7センチメートル、日光菩薩317.3センチメートル、月光菩薩315.3センチメートル。日本の仏像彫刻が、中国の六朝や唐の影響を受けつつ、独自の古典様式を完成した7 - 8世紀の作品のなかでも最高傑作の一つとして古来名高いものである。
中尊は「東塔檫銘」に「巍巍蕩蕩（ぎぎとうとう）たり薬師如来、大いに誓願を発し、広く慈哀を運（めぐら）す」とある薬師如来である。「巍巍」とは高い峰のように大きく堂々としている様子、「蕩蕩」は大河のように広くゆったりとした様子で、この表現のとおり、中尊像は男性的な堂々たる像容を表す。両脇侍像は首と腰を軽くひねり、頭部、上半身、下半身がそれぞれ異なった角度を表す「三曲法」と呼ばれるポーズを示す。これはインドのグプタ朝における彫刻様式の影響が、唐時代の中国を経て日本へ伝わったものである。
各像の面貌や体躯は、飛鳥時代前期彫刻のような観念的表現を離れ、人体の正確な把握に基づいた自然な肉付けがみられる。一方、衣文は深く明瞭に表され、鋭角に切り立った面を構成している。総じて中国の初唐様式の影響がみられる。
中尊の掌には輪宝を線刻し、足裏には輪宝のほか、指に卍花を刻むなど、吉祥文が表されている。これらは仏の三十二相に基づく表現である。中尊像の台座は宣字座の上に裳を広げた裳懸座である。この宣字座には古代ギリシャ、ペルシャ、インド、中国などに淵源をもつ葡萄（ぶどう）唐草文、異国風の人物像、四神（青龍、白虎、朱雀、玄武）などの意匠があしらわれており、奈良がシルクロードの終着地点といわれる所以となっている。
制作年代については、「歴史」の項で述べたように持統天皇2年（688年）無遮大会実施までには完成していたとする説、『日本書紀』に持統天皇11年（697年）、薬師寺にて公卿百寮が仏像を造り開眼法会を行った旨の記録があることから、この時に制作されたとする説、平城京移転後の新造とする説があり、決着をみていない。685年頃の制作である旧山田寺仏頭（現・興福寺蔵）と比較すると、薬師寺像は鋳造技法の点で進歩がみられる。すなわち、山田寺像では鋳造の際に中型と外型のずれを防止するための「型持」と「笄」（釘）がずれてしまっているが、薬師寺像では「型持」と「笄」を一体化してずれを防止しており、銅厚も一定である。こうした鋳造技法の進歩を制作年代の下降と見る説がある一方で、天皇発願の寺である薬師寺と、私寺である山田寺を同一視はできず、技法の違いは即年代の違いではないとする説もある。

### 聖観音立像

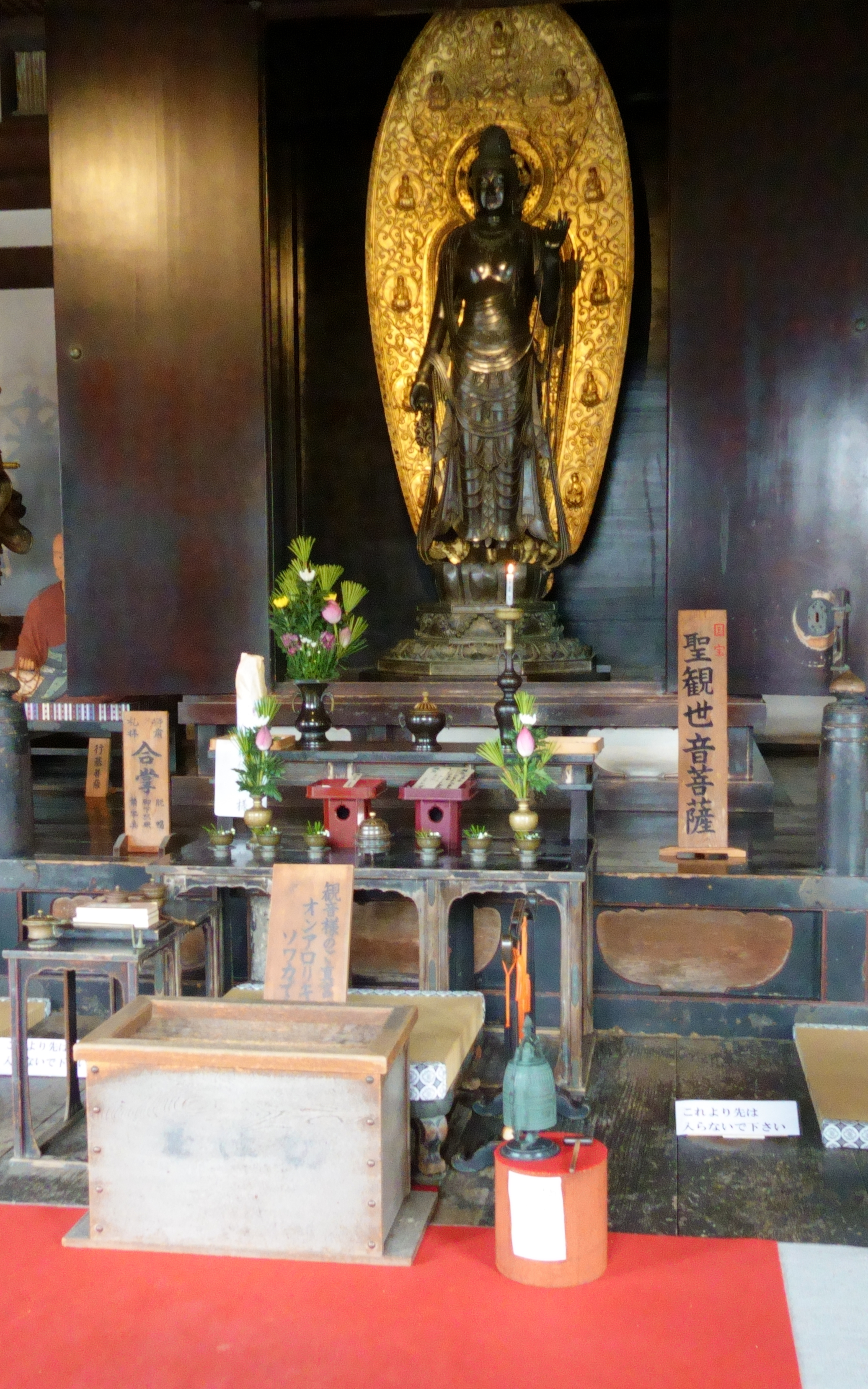
観音菩薩（聖観音）立像

東院堂本尊。国宝指定名称は「銅造観音菩薩立像」。像高188.9センチメートル。飛鳥時代後期（白鳳期）または奈良時代（7 - 8世紀）。蓮華座上に直立する菩薩像で、右腕は体側に垂下し、左腕は曲げ、手は肩の辺まで上げて掌を正面に向ける。蝋型鋳造による銅像で、右手先や天衣遊離部などを別鋳とする。像表面の鍍金はほとんど剥落する。光背は木造の後補で近世の作。『薬師寺縁起』（護国寺本『諸寺縁起集』）によれば、東院堂は養老年間（721年頃）、元明太上天皇の病気平癒のために建立されたとされるが、本像の中世以前の所在は明らかでなく、当初から東院堂の本尊であったとする確証はない（現存する東院堂の建物は鎌倉時代のもの）。姿形は「白鳳の貴公子」と称される。
本像には自然な人体把握が見られ、中国の初唐末期から盛唐初期（7世紀末）の様式の影響がみられる。その一方で時代の遡る様式も見られ、製作年代については飛鳥時代後期（白鳳期）から奈良時代（7 - 8世紀）まで諸説ある。薬師寺金堂の日光・月光菩薩像と比較すると、本像には様式的には古い要素が見られるが、実際の制作時期の先後については定かでない。日光・月光菩薩像が胴部に「くびれ」の線を明瞭に刻むのに対し、本像にはそれがなく、体部の抑揚は自然なカーブで表現されている。左肩から右体側にかけては、日光・月光像にはない条帛を着する。腰から下には天衣が上下3段にU字形に掛かる。さらに、両脚部の図式的に整えられた衣文、脚部左右に鰭状に広がる裳裾の表現など、全体に左右相称性が強調されている。面相部に着目すると、口元にはアルカイック・スマイルを思わせるかすかな笑みを浮かべ、人中線を鎬立てて刻み、鼻梁が鋭角的に表される点などが古様である。腰部中央や裳裾の左右に見られる「品」字状を呈する衣文、裳裾の左右端に垂れる紐や両脚の間に見られるジグザグ状の衣文などは、前述の鰭状の衣端の表現とともに、飛鳥時代前期様式を思わせる古い要素である。頭部には飛鳥時代後期（白鳳期）の菩薩像にしばしばみられる三面頭飾を付さず、髻の側面から背面にかけて唐草文を表すのは珍しい。

### 国宝
- 東塔（附：古材1540点[35]）
- 東院堂

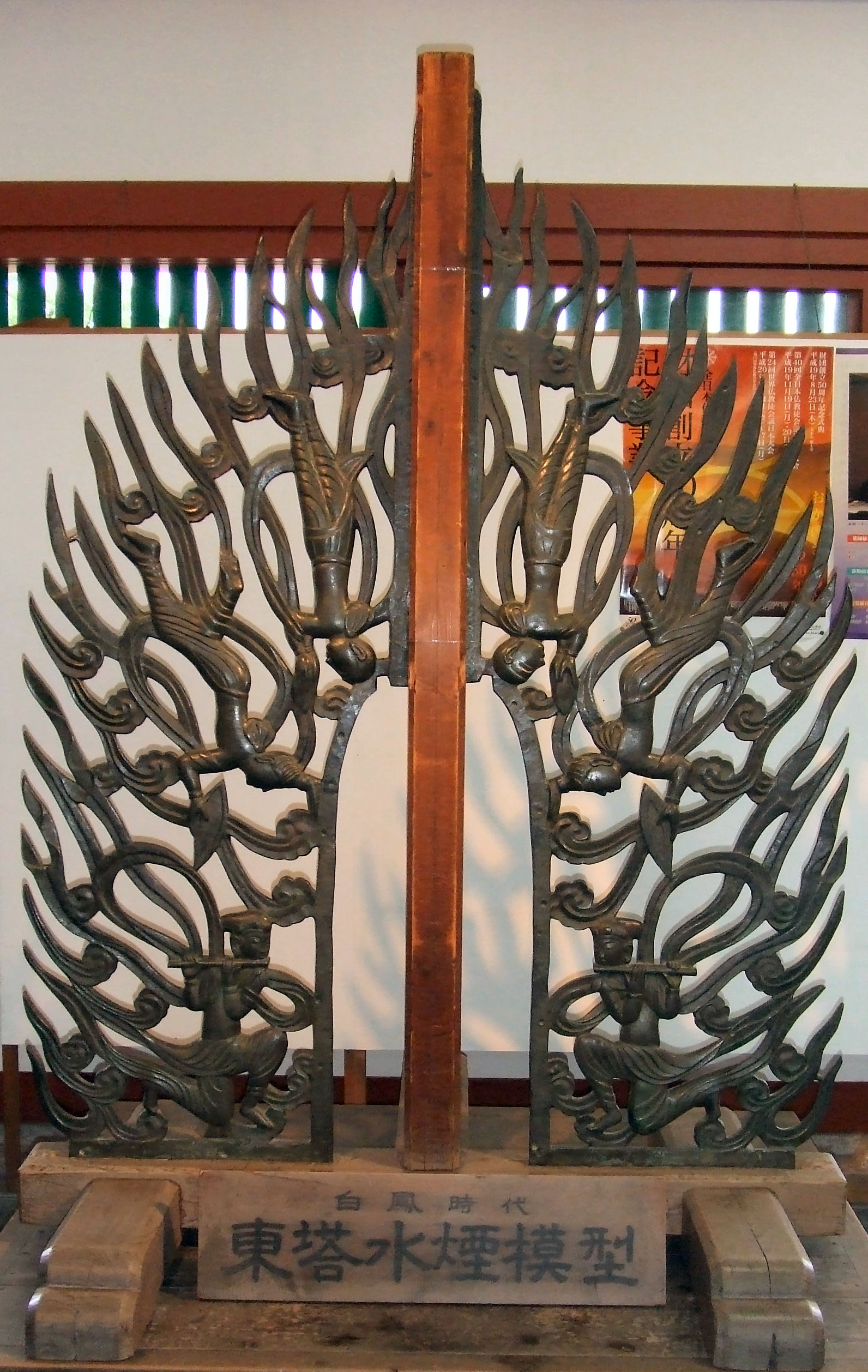
東塔水煙の模型

- 銅造薬師如来及両脇侍像（薬師三尊像） - 解説は既出
- 銅造観音菩薩立像 - 東院堂本尊。寺での呼称は聖観世音菩薩像。解説は既出。
- 木造僧形八幡神・神功皇后・仲津姫命坐像（八幡三神像） - 平安時代初期の作。いずれも像高30数センチメートルの小品で、薬師寺の鎮守・休ヶ岡八幡宮の神体として作られたもの。日本の神像彫刻は仏像の影響を受けて作り始められたもので、薬師寺の三神像は日本の神像としては現存最古作の1つである。奈良国立博物館に寄託されている。
- 麻布著色吉祥天像 - 『金光明最勝王経』所説に基づき、吉祥悔過会（）の本尊として制作されたもので、数少ない奈良時代の絵画遺品として貴重なものである。頭部の背後に光背（後光）があることからこれが仏画であることがわかるが、一見すると奈良時代の美人画のように見える。風になびく着衣の繊細さがよく表現されている。正月三が日、春・秋などに期日を限って、寺内の大宝蔵殿で公開される。
- 絹本著色慈恩大師像 - 中国法相宗の祖の肖像画。11世紀の作。
- 仏足石 - 大講堂内にある。礼拝対象としての仏陀（釈迦）の足跡を刻んだ石。側面に長文の銘があり、黄書本実（）が唐で写し持ち帰った仏足跡を文室真人智努（）が夫人の追善のために写させたもので、天平勝宝5年（753年）の作と知られる。
- 仏足跡歌碑 - 大講堂内にあり、仏足石とともに伝来したものだが、元来一具のものであるかどうかは定かでない。高さ194センチメートルの石碑に仏足跡を称える歌など21首の歌を万葉仮名で刻む。ここに刻まれた歌はいずれも通常の和歌より1句多い「五・七・五・七・七・七」の歌体になり、これを「仏足跡歌体」と称する。

### 重要文化財
- 南門
- 休岡八幡神社（休ヶ岡八幡宮）社殿 3棟
  - 本殿
  - 南北脇殿（重要文化財指定名称は東西脇殿）
- 休岡若宮社社殿
- 板絵著色神像 6面 永仁三年三月尭儼筆 - 休岡八幡神社に祀られていたもの。
- 銅造如来及両脇侍像（大講堂安置）※重要文化財指定名称は「銅造薬師如来両脇士像」寺では2003年（平成15年）より本像の呼称を「薬師三尊」から「弥勒三尊」に変更している。
- 木造十一面観音立像（1897年指定、像高165.5cm）（奈良国立博物館に寄託）
- 木造十一面観音立像（1902年指定、像高191.5cm）（奈良国立博物館に寄託）
- 木造十一面観音立像（1921年指定、像高180.3cm）（東京国立博物館に寄託）
- 木造地蔵菩薩立像（大阪市立美術館に寄託）
- 木造地蔵菩薩立像 善円作（東京国立博物館に寄託）
  - 附：願文 延応二年四月、木造大仏師善円、彩色仏師円慶等の記がある（1240年）
- 木造伝大津皇子坐像（奈良国立博物館に寄託）
- 木造四天王立像 院賢作（所在東院堂）[36][37]
- 木造四天王立像3躯（附：腕1箇）[注 3]
- 木造文殊菩薩坐像（奈良国立博物館に寄託）
- 木造弥勒菩薩坐像（奈良国立博物館に寄託）
- 木造吉祥天立像（大阪市立美術館に寄託）
- 塔本釈迦八相像残欠
  - 東塔塑像心木 160箇（附:塑像断片一括、木像残欠25箇
  - 西塔塑像断片 52箇（附:土塔1箇、和同開珎残片2箇分、硬玉丸玉1箇）
- 木造光背残欠
- 木造狛犬（獅子）一対
- 銅鐘（梵鐘） - 室町時代の戦火で入ったとされる亀裂があり「西ノ京破れ鐘（われがね）」と呼ばれる。
- 大般若経 33巻
- 増壱阿含経 巻第五十 天平宝字三年科野虫麿書写奥書
- 大般涅槃経 巻第十六 - 敦煌経、北魏時代[注 4]。
- 黒草紙 1冊（附：黒草紙（宝暦三年書写本）1冊）[38]
- 薬師寺枡 3口
  - 一升枡 天文十五年正月日 金堂、金伏等刻銘（1546年）
  - 一升枡 天正二年六月吉日 十合等刻銘（1574年）
  - 一升枡 天正六年 反銭升写等刻銘（1578年）

典拠：2000年までの指定物件については『国宝・重要文化財大全 別巻』（毎日新聞社、2000年）の所有者別総合目録、名称総索引、統計資料による。

### 国の史跡
- 薬師寺旧境内

### 奈良県指定有形文化財
- 木造地蔵菩薩立像
- 絹本著色薬師十二神将像 1体（奈良国立博物館に寄託）

### 奈良市指定有形文化財
- 木造毘沙門天立像 附：納入経2巻（奈良国立博物館に寄託）
- 絹本著色釈迦十六善神像（奈良国立博物館に寄託）
- 絹本著色二河白道図（奈良国立博物館に寄託）
- 旧福寿院障壁画 長沢芦雪筆 29面（奈良国立博物館に寄託）
- 古磵関係資料 4巻、29幅、8面、1隻 附：古磵位牌 1基（4巻・8面は奈良国立博物館に寄託）

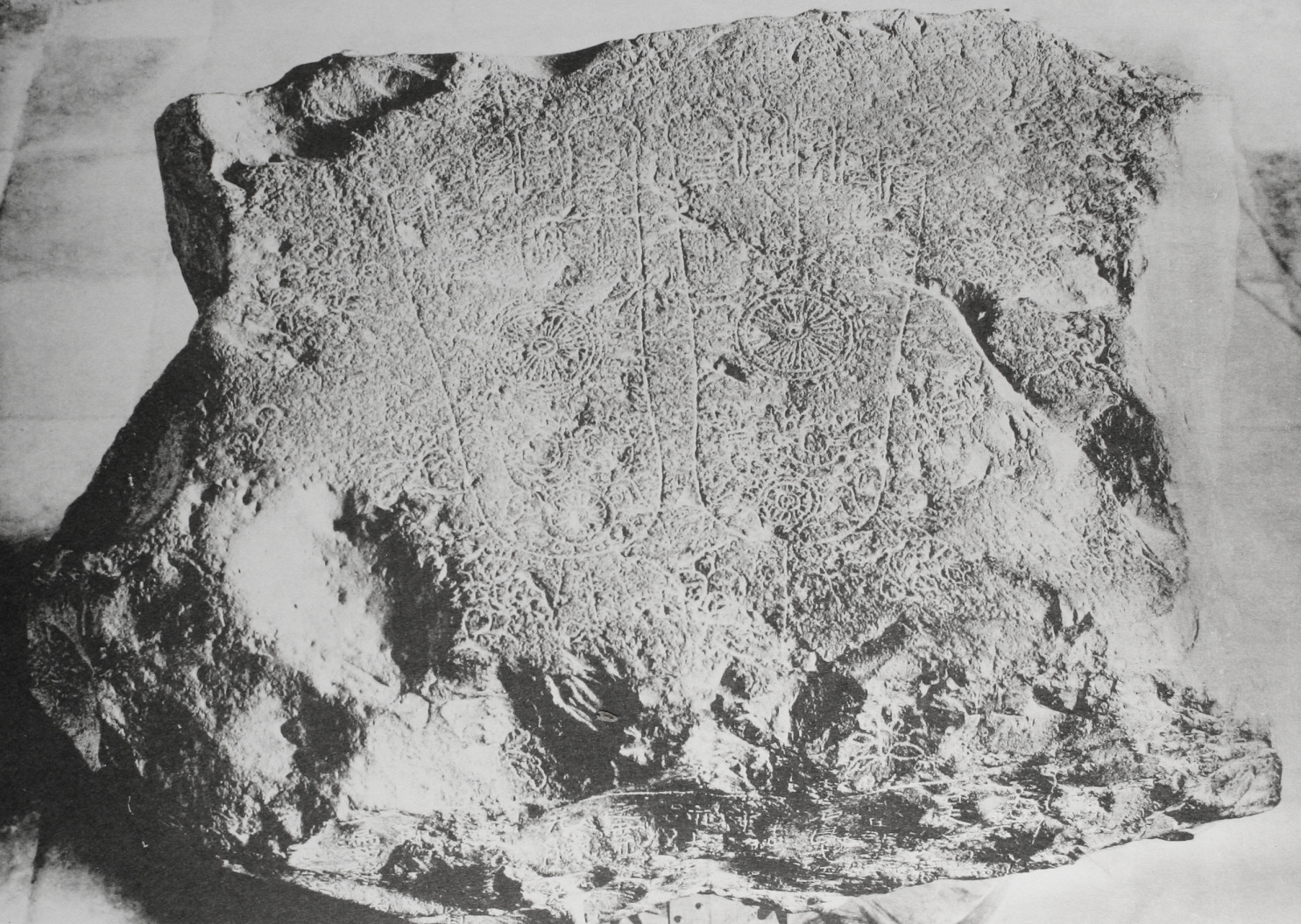
仏足石（国宝）
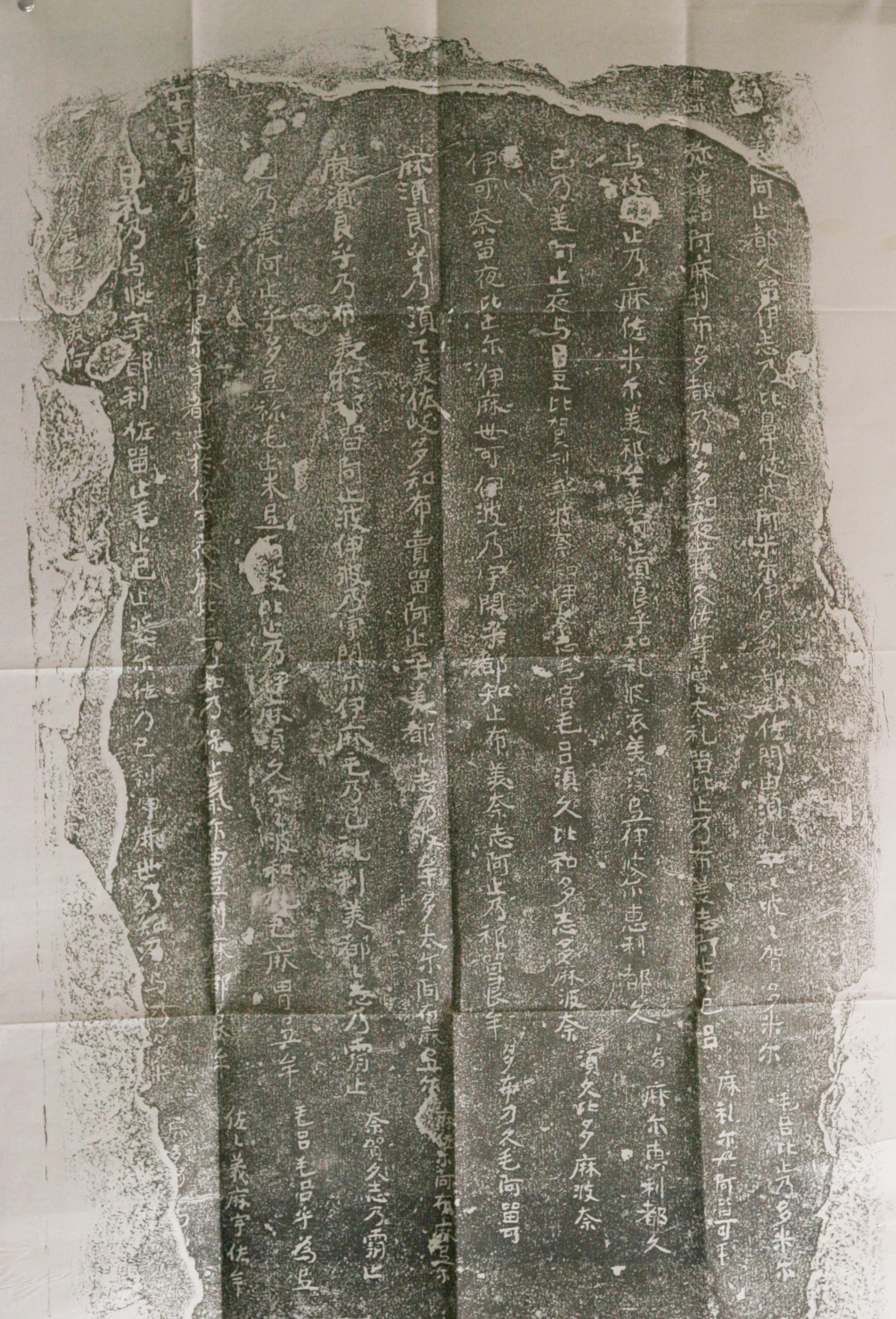
仏足跡歌碑（拓本、原品は国宝）
吉祥天像（国宝）
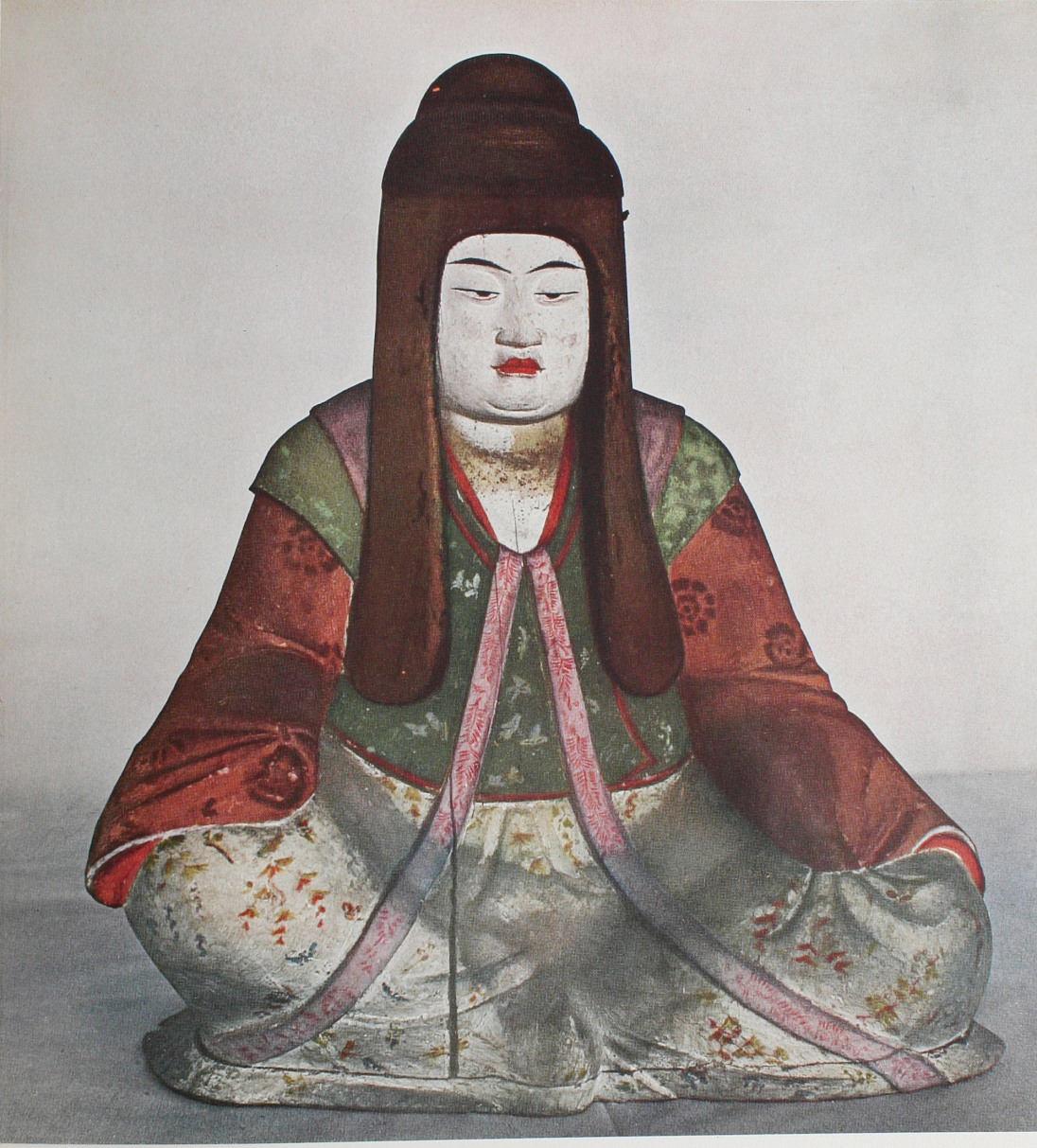
八幡三神像のうち仲津姫像（国宝）
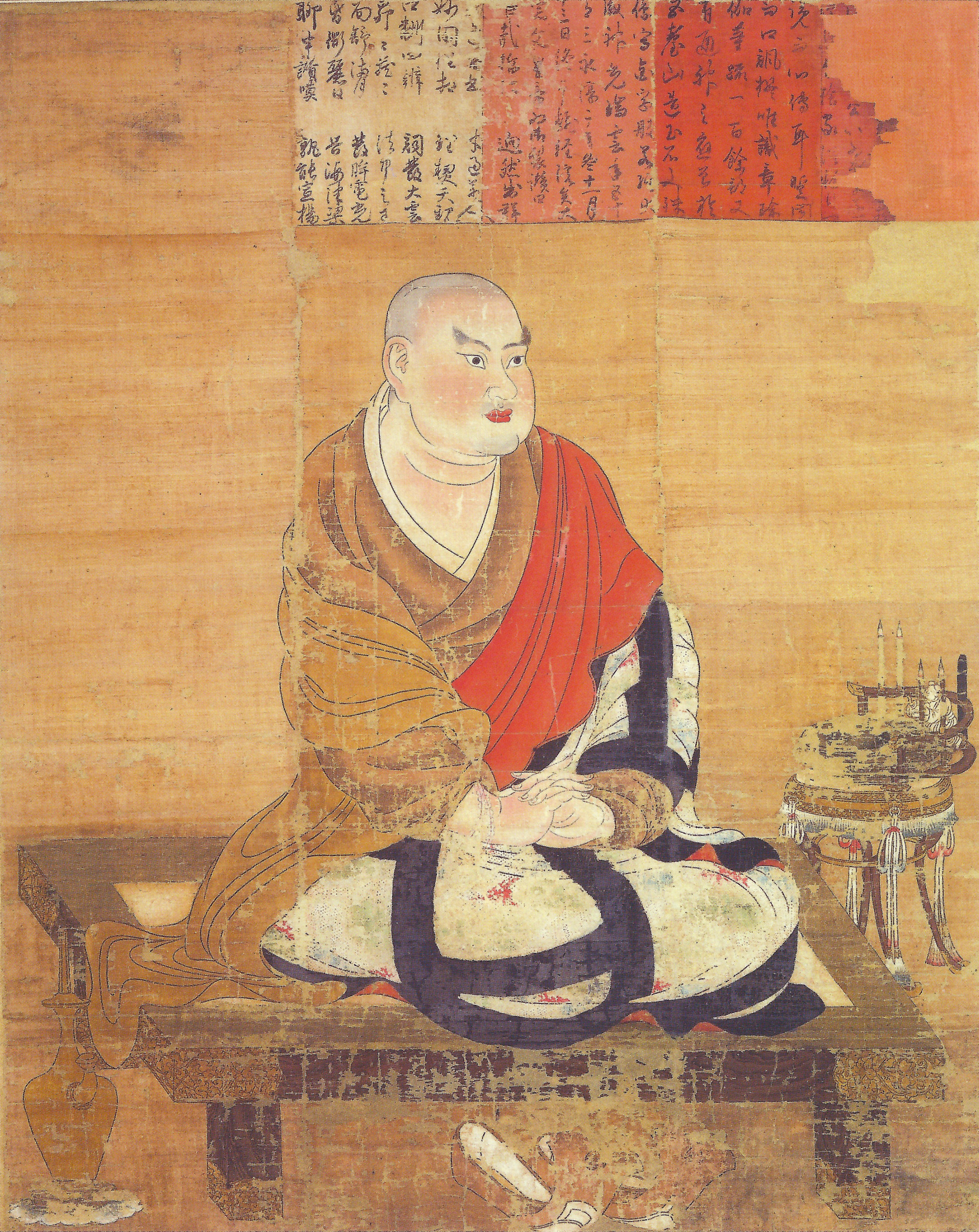
慈恩大師像（国宝）
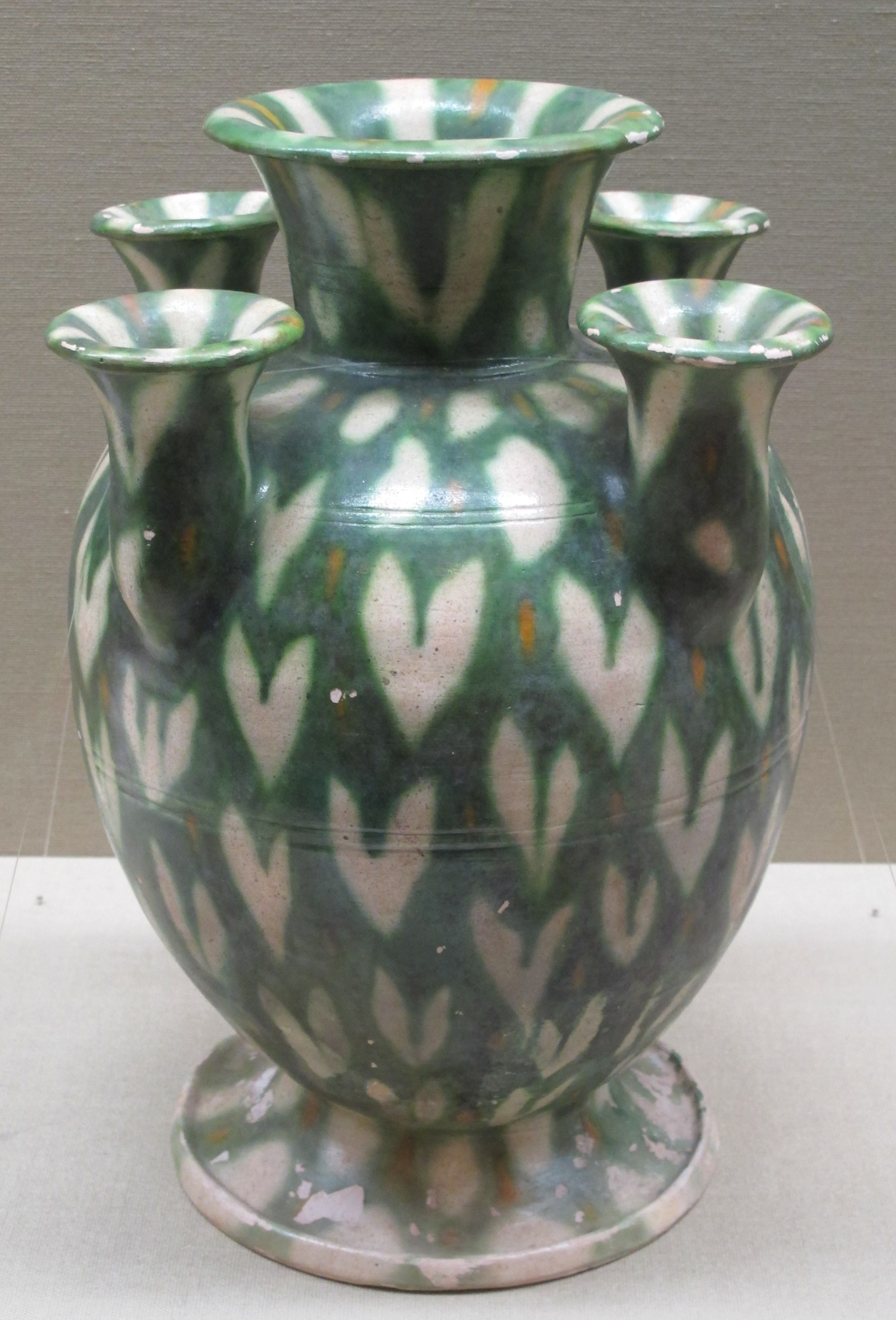
三彩多嘴壺（薬師寺東院出土）奈良時代 東京国立博物館寄託

## 年中行事
- 12月31日 - 1月1日 越年写経会（写経道場） 写経道場で一般信徒が、越年写経会として夜を通して写経をする。
- 1月1日 - 15日 修正会吉祥悔過法要（金堂）  吉祥天女画像を本尊として、1年の吉祥招福・天下泰平・滅罪消滅などを祈願する法要。宝亀2年（771年）より千年を超えて続いている。
- 1月5日 初玄奘三蔵会・平和祈願祭（玄奘三蔵院伽藍）  玄奘三蔵の命日が2月5日なので、初めての月命日として1月5日に初玄奘三蔵会を行い、併せてその年1年間の平和祈願を執り行う。
- 1月8日 初薬師縁日・大般若経転読法要（金堂） 薬師寺では毎月8日を薬師如来の縁日と定め、1月8日は初薬師縁日として大般若経転読の法要を行う。
- 1月15日 吉祥天にちなむお香とお茶の会（写経道場他） 修正会の結願の日に1年の吉祥福徳を吉祥天に祈願し、茶会を開き、また香を焚く。
- 2月3日 節分会星祭
- 3月23日 お身拭い 午前中に修二会用の餅をつき、その時に使ったお湯を使って僧侶が仏像を拭き清める行事。金堂薬師如来像・日光菩薩像・月光菩薩像のお身拭い後、大講堂、東院堂など各諸堂でも引き続きお身拭いが行われる。
- 3月25日 - 3月31日 修二会（花会式） 奈良時代から続く薬師如来に対する悔過法要。国家繁栄、五穀豊穣などを祈る春の行事。薬師寺の修二会には十種の造花が本尊に供えられるところから「花会式」と呼ばれ、奈良の春の風物詩となっている。最終日の3月31日の夜には「鬼追式」が法会を締めくくる。修二会を参照。
- 4日第3日曜 最勝会（さいしょうえ） 2003年（平成15年）に約500年ぶりに復興された行事。国家安泰や五穀豊穣などを祈る法要であり、また官僧の任命のための国家試験の場でもあった。僧侶の口頭試問が仏前で行われる。
- 5月5日 玄奘三蔵会大祭 法相宗の始祖である玄奘三蔵を讃える法要。伎楽、雅楽が演じられ、日没後は万灯供養会が行われる。
- 8月上旬 夏休み寺子屋 小・中学生が集まり、お経を唱えたり、写経、僧侶の法話など普段できない生活を体験したりして、礼儀作法を勉強する。
- 8月13日 - 15日 盂蘭盆会
- 8月23日 地蔵盆
- 9月中秋の名月 観月会
- 10月8日 天武忌・万燈会 天武天皇の遺徳を偲んで法要を行う。
- 12月29日 お身拭い 午前中に正月用の餅をつき、その時に使ったお湯を使って僧侶が仏像を拭き清める行事。金堂薬師如来像・日光菩薩像・月光菩薩像のお身拭い後、大講堂、東院堂など各諸堂でも引き続きお身拭いが行われる。
- 12月31日 除夜の鐘 午後11時30分頃より。

なお、これらの行事以外にも、大峯山入峰修行や小豆島八十八箇所巡礼などの行事もある。

## 別院
- 東京別院（東京都品川区）
- 東関東別院 水雲山潮音寺（茨城県潮来市）
- 蓼科山聖光寺（長野県茅野市）[39]

## 奉納コンサート
薬師寺では、クラシック系の音楽や高校生の吹奏楽から、ポピュラー音楽まで、様々な機会に多様なジャンルの音楽家による奉納コンサートが開催されている。2001年には、さだまさしが「薬師寺玄奘三蔵院伽藍総供養記念さだまさし薬師寺奉納公演」を行い、その模様は『瑠璃光 薬師寺ライヴ2001』としてライブ盤となった。その後、2003年に大講堂が再建されてからは大講堂前特設舞台をステージとし、金堂との間に席を設けた屋外コンサート形式が多くとられている。2024年6月には、世界遺産・薬師寺東塔落慶記念奉納「SYMPHONIC CONCERT in 薬師寺」（主催：RENAISSANCE CLASSICS）と題して、工藤静香、岩崎宏美&岩崎良美、麻倉もも、絢香がオーケストラとともに奉納公演を披露する。これまでに奉納コンサートを行なった中には、安全地帯、AKB48、石井竜也、甲斐バンド、スターダストレビュー、堂本剛、徳永英明、南こうせつなどが含まれている。

## 前後の札所
西国薬師四十九霊場
1 薬師寺　-　2 霊山寺
大和北部八十八ヶ所霊場
48 融念寺　-　49 薬師寺　-　50 法隆寺北室院
南都七大寺
5 西大寺　-　6 薬師寺　-　7 法隆寺
神仏霊場巡拝の道
24 唐招提寺　-　25 薬師寺　-　26 法隆寺

## アクセス
- 鉄道：西ノ京駅（近鉄橿原線）下車すぐ
- バス：奈良交通 薬師寺バス停下車 徒歩2分、薬師寺駐車場バス停下車 徒歩4分[注 5]

## 周辺
- 唐招提寺
- 宝来山古墳（垂仁天皇陵）

## 歴代管主
- 橋本凝胤（1939年 - 1967年）
- 高田好胤（1967年 - 1998年）
- 松久保秀胤（1998年8月 - 2003年）
- 安田暎胤（2003年 - 2009年8月）
- 山田法胤（2009年8月 - 2016年8月）
- 村上太胤（2016年11月 - 2018年5月[56]）
- 加藤朝胤（2018年5月 - 2019年8月）※職務代行[56]
- 加藤朝胤（2019年8月16日 - ）[57]